# Salonikifront

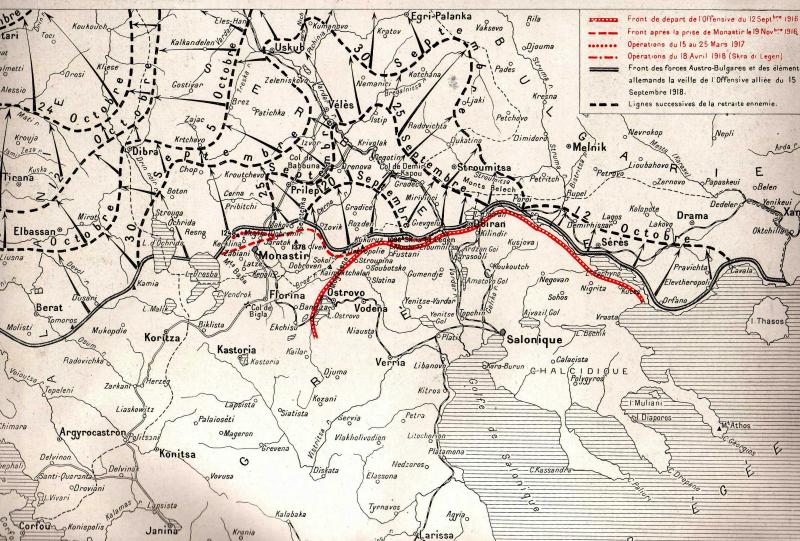
Frontverläufe 1915–1918

Die Salonikifront, auch Mazedonische oder Makedonische Front, war ein Nebenkriegsschauplatz des Ersten Weltkriegs von 1915 bis 1918. Er entstand, als die Mittelmächte unter Einschluss Bulgariens im Herbst 1915 Serbien eroberten und die Entente mit Truppenlandungen in Thessaloniki zu Gunsten der verbündeten Serben intervenierte, so dass alle europäischen Großmächte in den südosteuropäischen Raum eindrangen. Im Laufe des Jahres 1916 wurde die Front daher in der Stellung zwischen dem Ohridsee und dem Strymonischen Golf an der Ägäis durch die Anlage gestaffelter Grabensysteme befestigt, in der neben Laufgräben, Maschinengewehrnestern, Artilleriestellungen und -fortifikationen aufgebaut wurden. Neben dem Einsatz von Luftschiffen durch die Mittelmächte zur Bombardierung Thessalonikis wurden auch fast 300 Flugzeuge sowie in der Schlacht am Dojransee (18./19. September 1918) schließlich auch Giftgasgranaten eingesetzt. Nachdem die Entente, nach langem Zögern ob des strategischen Nutzens eines massiven Truppeneinsatzes in Südosteuropa, für den Spätsommer 1918 unter der Federführung des serbischen und französischen Generalstabes Vorbereitungen zu einer großen Offensive beschlossen hatte, standen sich jeweils über 600.000 Soldaten gegenüber. Durch die Präsenz aller europäischen Entente-Verbündeten mit Ausnahme von Belgien und Portugal (Briten mit Australiern, Franzosen, Serben, Italiener, Russen, Albaner und Griechen) und die Anwesenheit von Kolonialtruppen aus Indochina und Subsahara-Afrika war die Ententestreitmacht durch eine auffällig große ethnische Heterogenität geprägt. Sie stand unter französischer Führung.
Die hauptsächlich in der heutigen Republik Nordmazedonien und der griechischen Region Makedonien verlaufende Front war die Hauptfront der bulgarischen Armee im Ersten Weltkrieg auf Seiten der Mittelmächte, neben dem 1916 entstandenen rumänischen Kriegsschauplatz.
Der Zusammenbruch dieser Front resultierte aus einer serbisch-französischen Offensive mit der Entscheidungsschlacht am Dobro polje (14.–17. September 1918). Sie führte zum raschen Durchbruch in den Rückraum der Salonikifront und der daraus resultierenden Auflösung der bulgarischen Armee. Dies bedeutete auch die nicht mehr abwendbare Niederlage der Mittelmächte. Es kam zu separaten Waffenstillstandsverträgen mit den Verbündeten Deutschlands (Bulgarien 29. September 1918, Osmanisches Reich 30. Oktober 1918, Österreich-Ungarn 3. November 1918 und 13. November 1918). Die Schlacht von Dobro polje zählt zu den wichtigsten Entscheidungsschlachten des Ersten Weltkrieges. In der Zwischenkriegszeit suchten revanchistische Kreise die Schuld für die deutsche Niederlage bei den Verbündeten Deutschlands und ihrer militärischen Unfähigkeit.

## Hintergrund
Während der Anfangsphase des Ersten Weltkriegs bemühten sich sowohl die Mittelmächte als auch die Entente um einen Kriegseintritt des Zarentums Bulgarien auf ihrer Seite. Diese Anstrengungen erreichten nach dem Kriegseintritt Italiens im Mai 1915 ihren Höhepunkt. Das Ziel der Mittelmächte Deutschland und Österreich-Ungarn war es, durch die Niederwerfung Serbiens im Bunde mit Bulgarien eine Landverbindung zum verbündeten Osmanischen Reich herzustellen, um dieses insbesondere in der Schlacht von Gallipoli unterstützen zu können.
Serbien und Bulgarien waren erbittert verfeindet seit dem Zweiten Balkankrieg, in dem Bulgarien den im Ersten Balkankrieg Serbien zugesprochenen Anteil Mazedoniens für sich beanspruchte. Bulgarien, der Verlierer dieses Krieges, hatte im Frieden von Bukarest große Teile der zuvor im Ersten Balkankrieg gewonnenen Gebiete an Serbien, Griechenland und das Osmanische Reich verloren.
Aufgrund der deutsch-österreichischen Erfolge an der Ostfront 1915 neigte Bulgarien im Sommer 1915 stärker der Seite der Mittelmächte zu, zumal die Entente-Mächte keine vergleichbaren territorialen Konzessionen auf Kosten Serbiens anzubieten in der Lage waren. Am 6. September 1915 wurden in Sofia gleichlautende geheime Freundschafts- und Bündnisverträge zwischen Bulgarien und dem Deutschen Reich und Österreich-Ungarn unterzeichnet. Am gleichen Tag folgte in Pleß eine Militärkonvention zwischen Bulgarien einerseits und dem Deutschen Reich und Österreich-Ungarn andererseits. Darin verpflichtete sich Bulgarien, binnen fünf Tagen nach dem Beginn des deutsch-österreichischen Angriffs auf Serbien mit mindestens vier Divisionen die Verbündeten zu unterstützen. Ermöglicht wurde dieser Durchbruch durch die osmanische Entscheidung, Bulgarien einen Gebietsstreifen an der Mariza abzutreten, der für Bulgariens Zugang zum Mittelmeer bei Dedeagatsch von großer Bedeutung war.
Serbien, das Kenntnis von den Verhandlungen erlangt hatte, reagierte Anfang September vorbeugend mit der Verlegung von Truppen an die bulgarische Grenze. Zugleich bat man die Entente um Hilfe bei einer zu erwartenden Invasion, da man nicht allein in der Lage wäre, einem kombinierten Angriff seitens der Mittelmächte und Bulgariens standzuhalten. Vorbereitende österreich-ungarische Truppenverlegungen in den Raum Temesvár waren seit Ende August zu beobachten.
Am 22. September 1915 machte Bulgarien mobil, was zu einer sofortigen Reaktion Griechenlands führte, das am folgenden Tag ebenfalls mobilmachte. Die bulgarische Regierung erklärte beschwichtigend, die Maßnahme diene der Verteidigung der Neutralität des Landes. In Serbien war man sich jedoch klar, dass ein Angriff bevorstand. Es bestand ein Plan, der bulgarischen Regierung ein Ultimatum zu stellen, ihre Mobilmachung zu beenden, andernfalls würde man die Offensive ergreifen und auf Sofia vorrücken. Hierzu bat man die Entente und Griechenland, Truppen bereitzustellen. Die Verbündeten Serbiens reagierten zunächst zurückhaltend, da sie eine Entscheidung Bulgariens keinesfalls provozieren wollten. Erst am 4. Oktober 1915, am Vorabend des Serbienfeldzugs der Mittelmächte, stellten sie Bulgarien ein Ultimatum, die deutschen Offiziere aus dem Land zu entfernen.

## Die alliierte Intervention

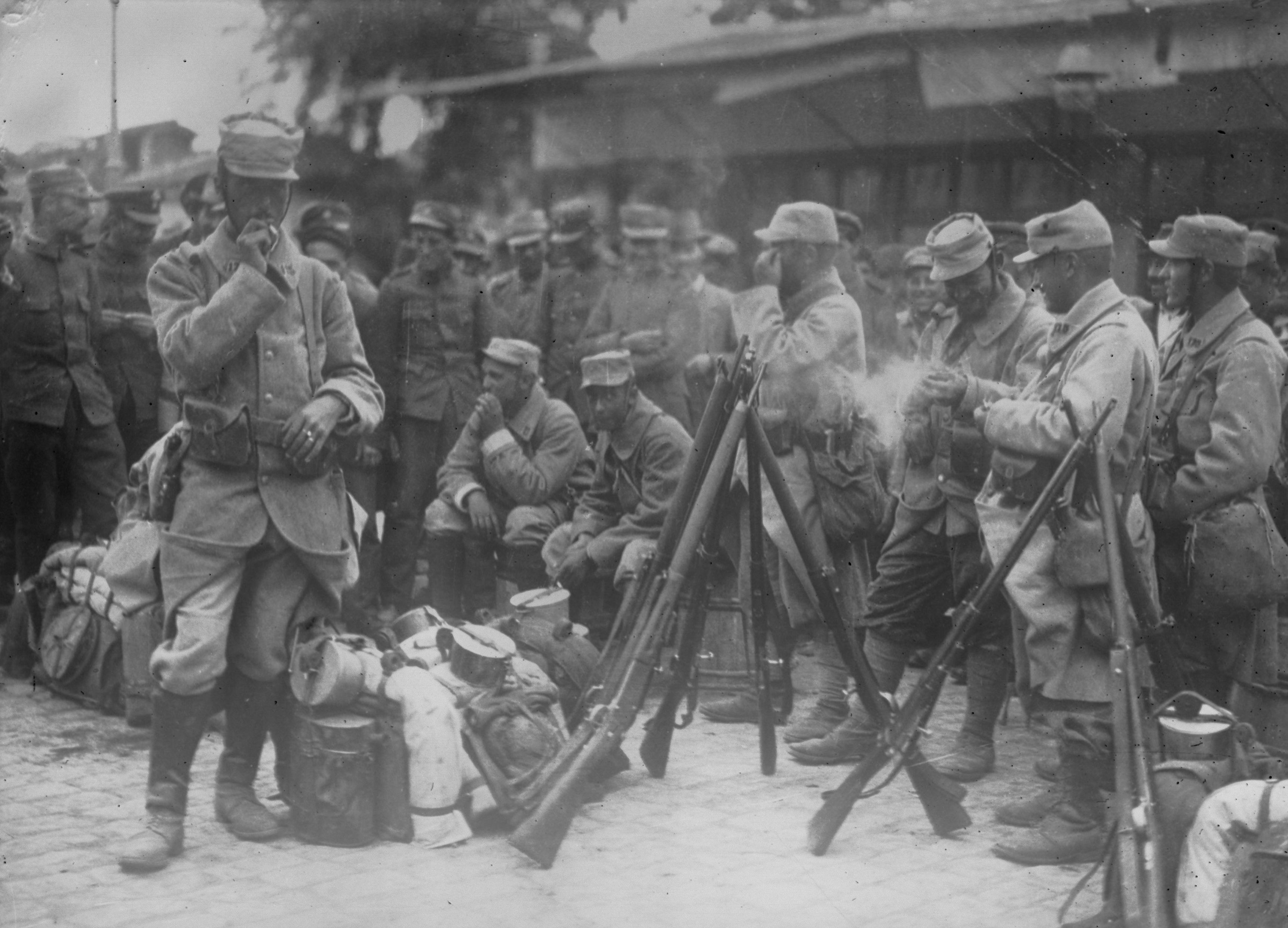
Französische Soldaten in Saloniki, 1915

Pläne zu einer Intervention in Serbien hatten bei den Entente-Mächten schon zu Beginn des Jahres 1915 bestanden, als der griechische Premierminister Eleftherios Venizelos die Unterstützung Griechenlands anbot, sollte sich Rumänien oder Bulgarien zur Teilnahme bereiterklären. Ähnliche Avancen hatte der serbische Premier Nikola Pašić gemacht, der mit alliierter Unterstützung eine starke Südfront gegen Österreich-Ungarn aufbauen wollte, um dieses aus dem Krieg zu drängen. Keines der Projekte ging über das Planungsstadium hinaus, die Truppen der Entente wurden stattdessen nach Gallipoli geschickt.
Im Zusammenhang mit der griechischen Mobilmachung vom 23. September 1915 richtete Venizelos einen Appell an die Alliierten, seinem Land zu Hilfe zu kommen. Griechenland war gemäß dem Bündnisvertrag mit Serbien von 1913 zum Beistand verpflichtet, sollte Serbien angegriffen werden. Es scheute jedoch die Konsequenzen eines Kriegseintritts, sofern die Großmächte nicht zur Unterstützung bereitstünden. Die französische Regierung reagierte umgehend zustimmend. Am 24. September 1915 erging der Befehl an General Bailloud, sich mit einer Division (156.), die derzeit bei den Dardanellen eingesetzt war, für die Einschiffung nach Saloniki bereitzuhalten. Auch die britische Regierung sagte die Entsendung einer Einheit von der Mediterranean Expeditionary Force zu.
Da Venizelos einen Bruch mit König Konstantin über eine alliierte Landung in Griechenland, die jener ablehnte, solange sein Land neutral war, verhindern wollte, schlug er vor, die französische Division auf eine ägäische Insel umzuleiten und dort bereitzuhalten. Die Franzosen wählten Limnos zu diesem Zweck. Inzwischen hatten auch die Briten eine ihrer Divisionen, die 10th (Irish) Division unter Bryan Mahon, von Gallipoli abgezogen.

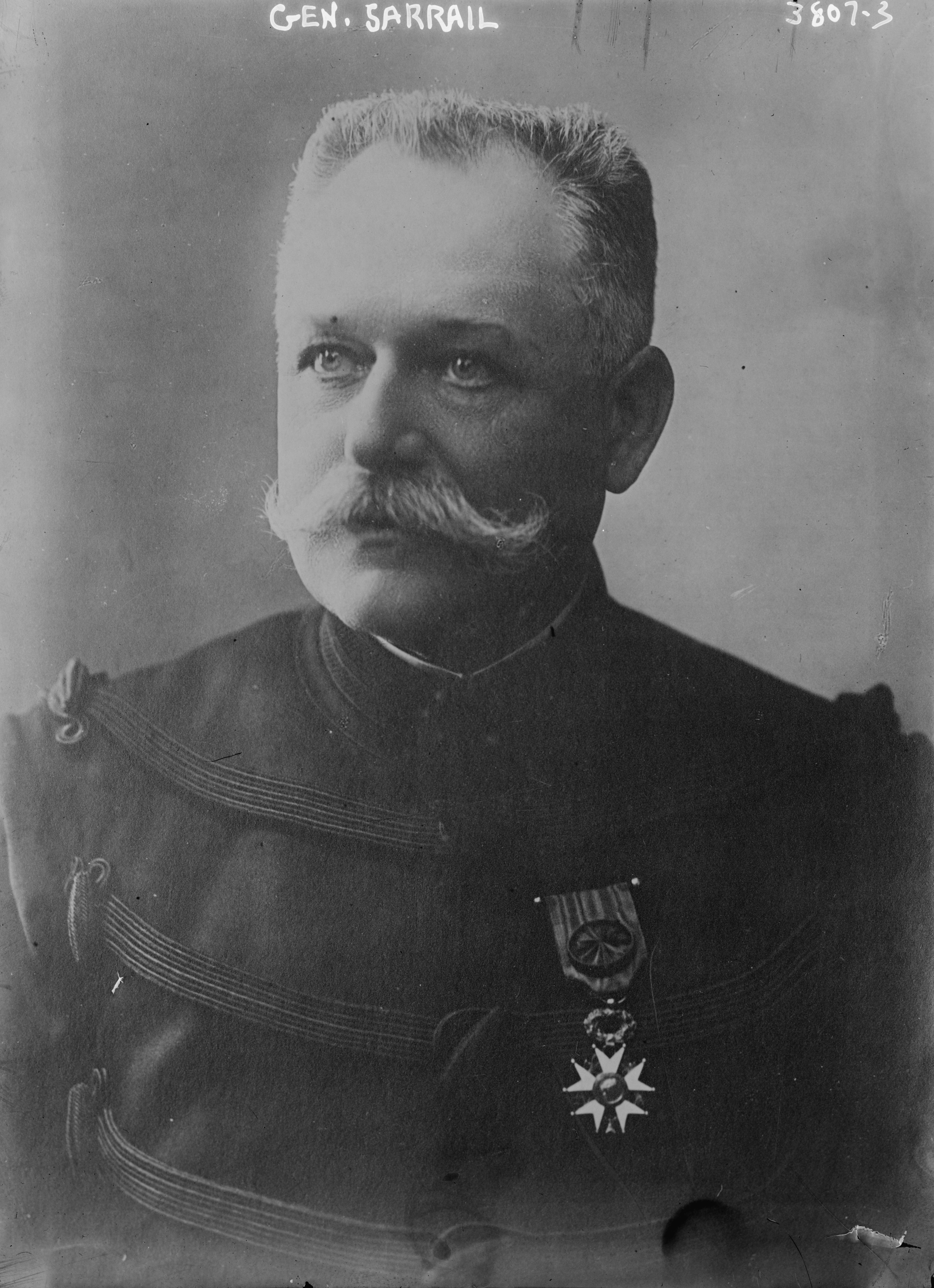
Maurice Sarrail

Die Franzosen waren bereits zu diesem Zeitpunkt bereit, das Dardanellen-Unternehmen vollständig zu liquidieren, wozu sie aber erst die britische Zustimmung benötigten. Für Joseph Joffre war ein größeres französisches Engagement in Serbien im Umfang von mehreren Korps, wie vom designierten Oberbefehlshaber der Armée d’Orient, Maurice Sarrail, gefordert, nicht denkbar. Vorrang hatte die Heimatfront, an der die große Herbstoffensive in der Champagne und im Artois gerade begonnen hatte. Bei den Dardanellen waren aber gerade einmal zwei französische Divisionen im Einsatz, gegenüber dreizehn britischen, und ein unilateraler kompletter Abzug der Franzosen kam nicht in Frage. Die Unterstützung Serbiens erschien dennoch wichtig genug, zusätzliche Einheiten aus dem Mutterland zu verlegen.
Am 5. Oktober 1915, dem Vortag des Angriffs der Mittelmächte auf Serbien, landeten die ersten alliierten Truppen in Saloniki. Am Tag zuvor war es im griechischen Parlament zum Eklat gekommen: Venizelos forderte, dass sich Griechenland nun auf die Seite Serbiens stellen müsse. König Konstantin bestellte ihn am 5. Oktober 1915 zu sich und erklärte, dass er diese Politik nicht mittragen könne. Venizelos trat daraufhin zurück. Damit war die Chance für die Alliierten vertan, sich die Unterstützung der griechischen Armee zu sichern.
Währenddessen hielten die zuständigen Minister der alliierten Mächte mehrere Konferenzen ab. Es wurde entschieden, die Kräfte in Mazedonien zu konzentrieren, wofür die Briten nach dem Abschluss der Herbstoffensiven in Frankreich ein Korps von rund 65.000 Mann und die Franzosen drei Infanterie- und zwei Kavalleriedivisionen mit etwa der gleichen Zahl Soldaten bereitstellen sollten. Dies wurde gleichwohl als nicht ausreichend für eine wirksame Unterstützung Serbiens anerkannt, das sich allein einer Überzahl von mindestens 500.000 Soldaten der Mittelmächte gegenübersah.

## Verlauf der Kampfhandlungen

### Vorstoß nach Mazedonien

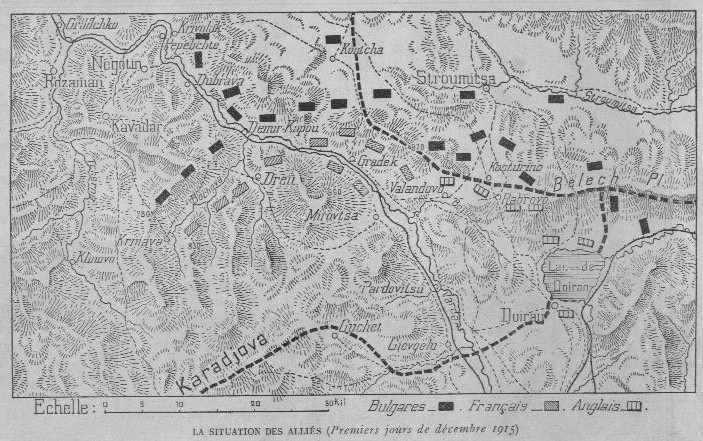
Weitestes Vordringen der Alliierten in Mazedonien, 1915

König Peter I. Karađorđević auf dem Rückzug der Serbischen Armee und Regierung am 9. November 1915 in der Jankova Klisura im Kosovo

Am 12. Oktober 1915 landete General Sarrail mit den ersten Teilen der 57. Division in Saloniki und übernahm das Kommando über die Armée d’Orient. Seine vordringliche Aufgabe war es, die Bahnlinie von Saloniki nach Skopje gegen einen bulgarischen Angriff abzuschirmen. Aufgrund der geringen Stärke seiner Kräfte zu diesem Zeitpunkt entschied er, seine Truppen vorerst nur bis Krivolak in der Region Tikveš vorrücken zu lassen. Der Hauptteil seiner Kräfte (156. Division) sollte das Gebiet Valandovo und die Schlucht von Demir Kapija verteidigen. Ab dem 21. Oktober 1915 kam es hier zu den ersten Gefechten mit bulgarischen Truppen.
Die britische Regierung zögerte vorerst, trotz aller französischen Bemühungen, dem serbischen Verbündeten beizustehen. Dem Desinteresse der britischen Regierung an Serbien standen deutlich tiefere britische Interessen in Bezug auf die territorialen Fragen Albaniens, Bulgariens und insbesondere in den Dardanellen gegenüber, in denen auch antiserbische Tendenzen in den damals führenden britischen Politikkreisen mitschwangen. Insbesondere lasteten die britischen Diplomaten dem serbischen Ministerpräsidenten Nikola Pašić die Weigerung an, den Bulgaren während der diplomatischen Bündnisverhandlungen entgegenzukommen, sowie die vermeintlichen Verwicklungen ins Attentat von Sarajevo. Winston Churchill kommentierte dabei die Dickköpfigkeit der serbischen Regierung bei den Verhandlungen zum Bündnis mit Bulgarien in undiplomatischer Weise: „Sie blieben bis zum Schluss verrückt.“
Am 24. Oktober 1915 nahmen die Bulgaren Skopje ein und unterbrachen die Verbindung der alliierten Truppen zur serbischen Armee. Vom 3. bis zum 12. November 1915 unternahmen die um die 122. Division vermehrten französischen Truppen eine Offensive im Tal des Vardar sowie Angriffe gegen Strumica, die von den Bulgaren zurückgeschlagen wurden. Gleichzeitig versuchte die serbische Armee erfolglos, sich über Kačanik mit den französischen Truppen zu vereinigen und nach Thessaloniki durchzuschlagen. Zum 30. November konnten die Franzosen eine Zusicherung der britischen Regierung zu deren Unterstützung der serbischen Armee gewinnen. Joseph Joffre informierte den serbischen Generalstab unter Radomir Putnik, dass die französisch-britische Streitkraft zur Unterstützung Serbiens auf 150.000 Soldaten vergrößert werden sollte. Diese Truppen wären jedoch frühestens in zwei Monaten verfügbar gewesen und dadurch viel zu spät am Schauplatz erschienen, um noch eine taktische Wirkung zu entfalten. Die serbische Regierung hatte trotz der Enttäuschung über die bis dahin ausgebliebene Unterstützung am 4. November 1915 unter Vorsitz des Prinzregenten Alexander I. auf einer Sondersitzung in Raška den Beschluss gefasst, den Krieg gegen die Mittelmächte weiterzuführen. Am 25. November entschied sie in Peć, die Beschlüsse vom 4. November 1915, die eine Kapitulation ausschlossen, weiterhin umzusetzen und sich mit der gesamten Armee über Montenegro und Albanien an die Adriaküste zu den Verbündeten zurückzuziehen.
Die deutsche Oberste Heeresleitung (OHL) hatte unterdessen am 27. November 1915 die weitere Verfolgung der serbischen Armee einstellen lassen, um Mensch und Material im schwierigen Gelände und unter winterlichen Verhältnissen zu schonen. Zum anderen glaubte die OHL, dass sich eine Vertreibung der zum damaligen Zeitpunkt zahlenmäßig unbedeutenden französischen Truppen aus Thessaloniki für die weitere Kriegsplanung angesichts der komplizierten territorialen Ansprüche der Verbündeten Österreich-Ungarn, Bulgarien und des Osmanischen Reiches auf dem Balkan ungünstig auswirken würde und es daher von Vorteil wäre, die bulgarische Armee durch die Präsenz der Entente-Soldaten mobil zu halten und sie an der griechischen Grenze zu binden. Eine Verwendung der bulgarischen Streitkräfte an anderen Fronten beurteilte die OHL dagegen negativ. Der Verbleib des französischen Expeditionsheeres an der griechisch-serbischen Grenze wurde als vorteilhaft für die eigenen Truppen beurteilt, da hierdurch die eigene Westfront entlastet würde.
Der Rückzug der geschlagenen serbischen Armee, der durch die Armee Montenegros in der Schlacht von Mojkovac am 6./7. Januar 1916 gegen die k.u.k. Armee gedeckt wurde, erfolgte über die winterlich unzugänglichen Gebirge Montenegros und Albaniens zwischen dem 25. November 1915 und dem 15. Januar 1916. Währenddessen zogen sich die Alliierten hinter die griechische Grenze zurück. Sie hatten bis zu diesem Zeitpunkt Verluste von über 3.000 Mann erlitten. Die Hauptkolonne der sich über Peć-Andrijevica-Skutari durch Montenegro und Albanien zurückziehenden serbischen Armee hatte dagegen zwischen 60.000 und 80.000 Mann verloren, die durch Erfrierung und Hunger starben. 15.000 Tote wurden zudem unter den Rekruten der Regierungs-Kolonne verzeichnet, in der sich auch der serbische König Peter I. sowie der, aufgrund seiner gesundheitlichen Abgeschlagenheit, in einer Sänfte über die vereisten Gebirgspfade getragene Radomir Putnik befanden, die den Weg über Prizren-Debar-Valona genommen hatten. Skutari erreichten so 185.300 ausgezehrte serbische Soldaten. Auf dem weiteren Weg nach Valona verringerte sich die Zahl der Überlebenden weiterhin und nur 158.000 Soldaten konnten zwischen dem 18. Januar und 23. Februar 1916 auf französischen Kriegsschiffen nach Korfu und Bizerta überführt werden. Von diesen waren viele so geschwächt, dass 7.750 Soldaten auf der griechischen Insel und in der französischen Basis in Tunesien starben.
Somit hatten rund 150.000 serbische Soldaten den Rückzug überlebt, ein Drittel des operativen Bestandes von 1914. Jedoch hatte Serbien dadurch noch immer eine zahlenmäßig bedeutende Armee behalten können, in deren Gefolge sich auch die komplette serbische Regierung ins Exil gerettet hatte. Beim Aufbau der alliierten Salonikifront wurde die serbische Armee durch die von Freiwilligen aus Amerika, Russland und den südslawischen Ländern gebildeten Korps später noch aufgefüllt. Bis Februar 1916 sammelten sich in Odessa 20.000 Freiwillige für die serbische Armee, die zuerst in der Dobrudscha eingesetzt wurden. Die britische Armee warb zudem unter den auf österreichischen Schiffen aufgebrachten Kroaten, hatte damit aber zuerst keinen Erfolg. Erst als der Verband über Archangelsk nach Thessaloniki überführt und in die Serbische Armee integriert wurde, stabilisierte sich dieser.
Das Saloniki-Unternehmen stand zu diesem Zeitpunkt zur Disposition. Großbritannien sah in Saloniki keine nützliche Verwendung seiner Truppen und wollte die dort gelandeten Divisionen lieber zur Verteidigung Ägyptens einsetzen. Im Falle eines deutsch-bulgarischen Einmarschs in Griechenland hätte zudem die Vernichtung der Truppen gedroht. Frankreich und die weiteren Alliierten sprachen sich jedoch für die Beibehaltung der Flankenbedrohung der Mittelmächte aus, um einen ungünstigen Eindruck auf Serbien und die Neutralen Rumänien und Griechenland zu vermeiden.

### Aufbau der Saloniki-Front
Aufgrund der diplomatischen Niederlage auf dem Balkan war die französische Regierung unter René Viviani Ende Oktober 1915 zurückgetreten und durch ein Kabinett unter Aristide Briand abgelöst worden. Die französische Regierung gab die Schuld am serbischen Debakel der Unentschlossenheit unter den Alliierten, Serbien zu unterstützen. Durch die Bündnistreue der serbischen Regierung, trotz des katastrophalen militärischen Verlaufs, sahen sich die Alliierten gezwungen, ihre Meinungsverschiedenheiten in Zukunft durch Abstimmung über die weiteren Planungen für den weiteren Kriegsschauplatz auf dem Balkan besser zu koordinieren. Dennoch hatten die einzelnen Bündnispartner sehr unterschiedliche Prioritäten, was die eigenen Ziele für eine Präsenz auf dem Balkan betraf. Vom 6. bis 8. Dezember 1915 trafen sich die verbündeten Generalstäbe auf der alliierten Konferenz in Chantilly. Die Russen favorisierten dabei eine starke Balkan-Präsenz, um Österreich-Ungarn einen entscheidenden Schlag zu versetzen, während die Franzosen eine abwartende Haltung bevorzugten, um dann eine Wende an einer der Hauptfronten ausnutzen zu können. Die Italiener wollten sich nur auf ihre eigene Interessensphäre in Albanien konzentrieren, während die Briten den Balkan gänzlich abgeschrieben hatten und die sofortige Evakuierung der Truppen verlangten. Der Vertreter des serbischen Generalstabes schlug dagegen den Aufbau einer schlagkräftigen Armee von bis zu einer Million Soldaten vor, die – nach der Ausschaltung Bulgariens und der Befreiung Serbiens – Österreich-Ungarn direkt angreifen sollte, um die Mittelmächte von innen zu Fall zu bringen. Obwohl die Briten gegen eine Aufrechterhaltung der Expeditionsarmee votierten, wurde auf der Konferenz erstmals die weitere Verteidigung von Saloniki beschlossen.

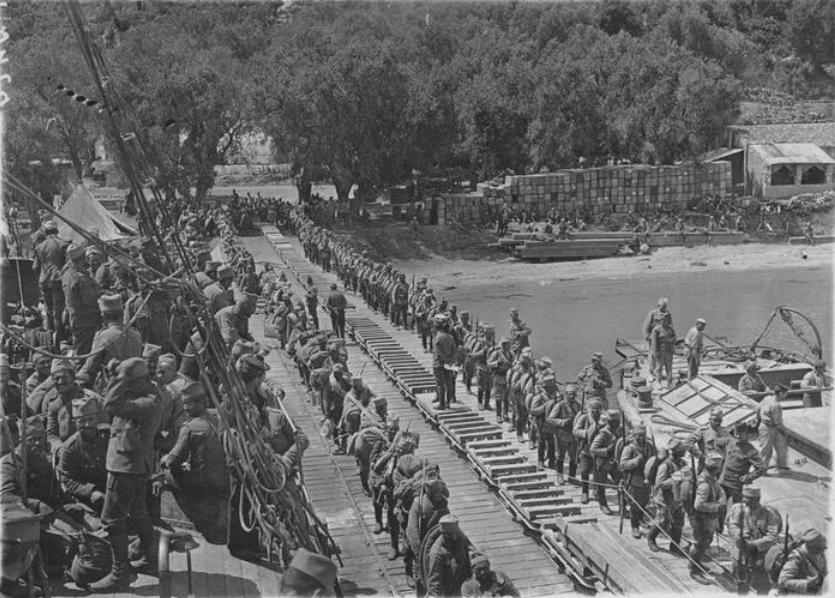
Serbische Truppen bei ihrer Einschiffung auf Korfu, Frühjahr 1916

Als Sicherheit gegen einen deutsch-bulgarischen Angriff wurde entschieden, dafür zunächst ein befestigtes Lager (camp retranché de Salonique) aufzubauen. Später sollten die hier stehenden Truppen einen Teil der für 1916 geplanten alliierten Offensiven bilden. Hierfür war von französischer Seite anvisiert, die Truppen auf bis zu 400.000 Mann zu verstärken. Dieses Projekt wurde auf der Konferenz von Chantilly im März 1916, solange kein anderer Balkanstaat (Rumänien) auf Seiten der Entente in den Krieg eingreifen würde, zurückgestellt. Jedoch sollten die alliierten Truppen von Saloniki zur griechischen Grenze aufrücken, um den Gegner zu binden. Auch sollten sie besser für den Gebirgskrieg ausgerüstet werden.
Inzwischen waren die Reste der serbischen Armee auf Korfu reorganisiert worden. Bis Ende Mai wurden sie nach Chalkidiki transportiert. Die serbischen Truppen umfassten sechs Divisionen mit 120.000 Mann, waren aber noch nicht einsatzbereit. Die britischen Truppen waren auf zwei Korps unter dem Befehl der British Salonika Army aufgeteilt worden, verblieben aber auf Anweisung ihrer Regierung zunächst strikt defensiv. Lediglich die Alliierten Russland und Italien befürworteten offensive Operationen, beteiligten sich aber nur mit kleinen Kontingenten (eine italienische Division unter Carlo Petitti di Roreto und eine russische Brigade unter Michail Konstantinowitsch Diterichs), die im August eintrafen.

### Vorbereitungen für die Offensive

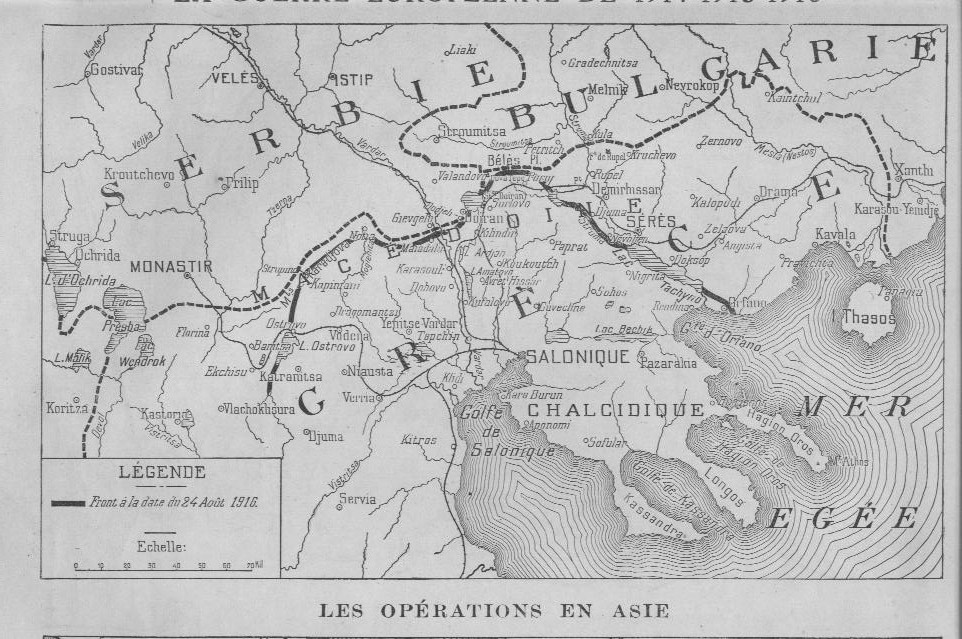
Frontverlauf nach dem bulgarischen Einmarsch in Griechenland, August 1916

General Sarrail plante seit dem Frühjahr 1916 eine Offensive gegen die bulgarisch-deutschen Truppen in Mazedonien. Er musste dabei aber Rücksicht auf die Briten nehmen, die nicht bereit waren, ohne Unterstützung Rumäniens offensive Aktionen der Entente mitzutragen. Gegenüber Griechenland forderten die Alliierten im Juni die Demobilmachung der Streitkräfte, um keiner Bedrohung im Rücken ausgesetzt zu sein.
Sarrail verfügte zu dieser Zeit über vier französische Divisionen in der Front, zu denen eine britische Division kam. Anfang August unternahm die französische 17. Kolonial-Infanteriedivision einen ersten Angriff auf die bulgarischen Stellungen beim Dojransee, der hohe Verluste forderte. Sarrails Hauptangriff war für Ende August geplant, um mit dem rumänischen Kriegseintritt zusammenzufallen. Am 22. Juli 1916 war auf einer Konferenz in Paris entschieden worden, dass Sarrail, bisher nur nomineller alliierter Oberbefehlshaber, den britischen Truppen Operationsgebiete und -ziele zuweisen und das Datum ihres Einsatzes bestimmen durfte. Ähnliche Bestimmungen galten auch für die anderen Alliierten. Zum Zwecke der Führung der alliierten Verbände wurde am 11. August 1916 ein neues Hauptquartier, das Commandement des Armées alliées en Orient (C.A.A.), aufgestellt.
Die langwierigen Verhandlungen mit Rumänien fanden am 17. August 1916 ihren Abschluss, als in Bukarest ein Bündnisvertrag und eine Militärkonvention zwischen Rumänien und den Entente-Mächten unterzeichnet wurden. Die Verträge sahen die Kriegserklärung und den Angriff Rumäniens auf Österreich-Ungarn spätestens am 28. August 1916 vor. Die alliierte Offensive an der Saloniki-Front sollte eine Woche vorher, am 20. August 1916, beginnen.
Die bulgarische Armee kam den Verbündeten um wenige Tage zuvor, als sie am 17. August 1916 gleichzeitige Offensiven nach Florina und in das östliche Makedonien begann und das Gebiet Ostmakedoniens bis zur Struma besetzte. Das hier stationierte griechische IV. Armeekorps stellte sich am 13. September 1916 bei Kavala unter deutschen Schutz.

### Die Monastir-Offensive 1916

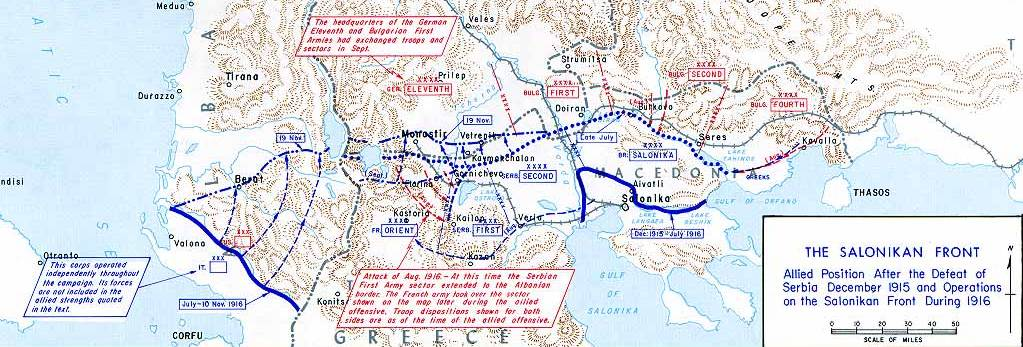
Kämpfe an der mazedonischen Front und in Albanien 1916

Die alliierte Offensive begann schließlich am 12. September 1916 und zielte auf Monastir in Südwestmazedonien. Während sich der rechte Flügel, bestehend vorwiegend aus britischen und italienischen Einheiten, defensiv verhalten sollte, sollte der linke Flügel, serbisch-französische Truppen, die bulgarische 1. Armee, die auf einer Front zwischen Kaimaktschalan und dem Prespasee stand, angreifen und zurückdrängen.
Ab Anfang Oktober kam es an der Cerna zur zweimonatigen Schlacht im Cernabogen, nachdem sich die Bulgaren hinter den Fluss zurückgezogen hatten. Sie standen nun unter dem Befehl des deutschen AOK 11 (Arnold von Winckler), das mit deutschen Verstärkungen versehen und mit der 1. bulgarischen Armee der Heeresgruppe Below (Otto von Below) unterstellt wurde. Below entschied sich am 18. November 1916, Monastir (trotz bulgarischer Proteste) aufzugeben. Im Dezember 1916 wurde die alliierte Offensive eingestellt.

### Vorbereitungen auf eine neue Offensive
Am 20. Oktober 1916 war von den alliierten Mächten auf einer Konferenz in Boulogne beschlossen worden, die Streitkräfte in Mazedonien beträchtlich zu verstärken (um etwa sechs Divisionen). Obwohl diese vorgesehene Zahl nicht erreicht wurde, stieg die Zahl der alliierten Truppen Ende 1916 auf knapp 500.000 Mann. Ziel dieser Maßnahmen war es, im Zusammenwirken mit russisch-rumänischen Streitkräften auf dem rumänischen Kriegsschauplatz die Niederlage Bulgariens herbeizuführen und so die Oberhand auf dem Balkan zu gewinnen. Diese Hoffnung erfüllte sich aufgrund der Niederlagen Rumäniens gegen Jahresende nicht.

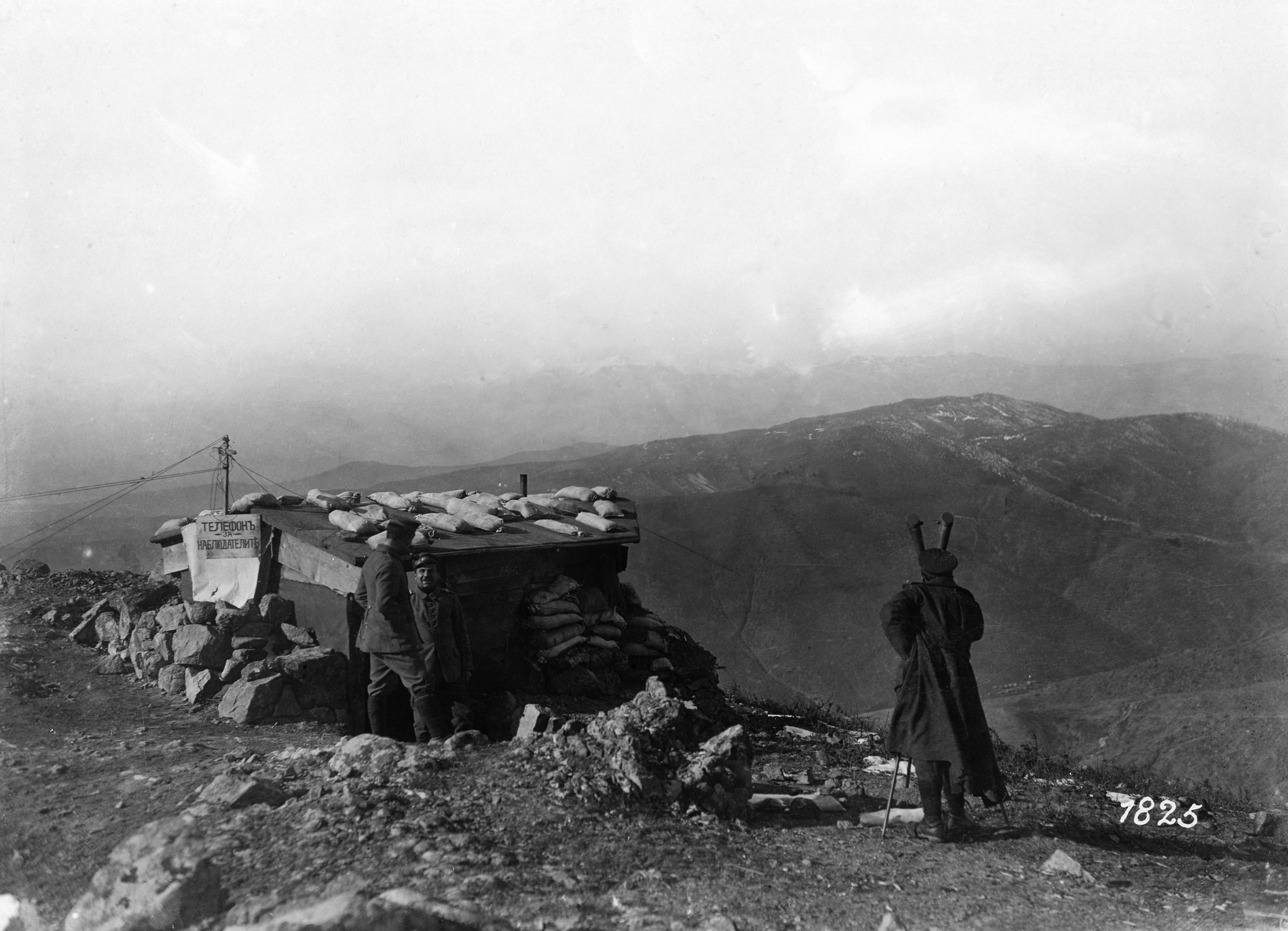
Bulgarischer Beobachtungsposten an der Doiranfront, März 1917

Gegenüber Griechenland, das Truppen in Thessalien konzentriert hatte, ging man mit militärischem Druck vor. Nachdem bereits am 11. Oktober 1916 die Forderung nach der Übergabe der griechischen Flotte gestellt worden war, landeten am 1. Dezember 1916 rund 3.000 Marineinfanteristen in Piräus, um ein weiteres Ultimatum nach Übergabe von Artilleriegeschützen als Ersatz für den Verlust des griechischen Forts Rupel, das im Mai 1916 ohne Gegenwehr von bulgarischen Truppen besetzt worden war, durchzusetzen. Dies mündete in der „Schlacht von Athen“ gegen königstreue Truppen, nach der sich die Alliierten am 2. Dezember 1916 zurückziehen mussten. Dabei wurde unter anderem die griechische Hauptstadt vom französischen Schlachtschiff Mirabeau beschossen. Am 8. Dezember 1916 begann die Blockade Griechenlands durch alliierte Kriegsschiffe und am 14. Dezember 1916 wurde ein Ultimatum gestellt, die griechische Armee auf den Peloponnes zurückzuziehen. Diese Maßnahmen bewirkten ein allmähliches Nachlassen des Drucks, dem sich der französische Oberkommandierende Sarrail auf seine rückwärtigen Verbindungen ausgesetzt fühlte.
Im Februar 1917 wurde in Albanien eine kleinere Offensive mit dem Ziel unternommen, eine weitere Nachschubroute von Saranda nach Korça zu öffnen. Weitere Offensivoperationen im März hatten das Ziel, strategische Höhenpositionen nordwestlich von Monastir und auf der Landenge zwischen dem Ohridsee und dem Prespasee zu besetzen und die Westflanke der Orientarmee zu entlasten.

### Die Frühjahrsoffensive 1917 und der Übergang Griechenlands zu den Alliierten

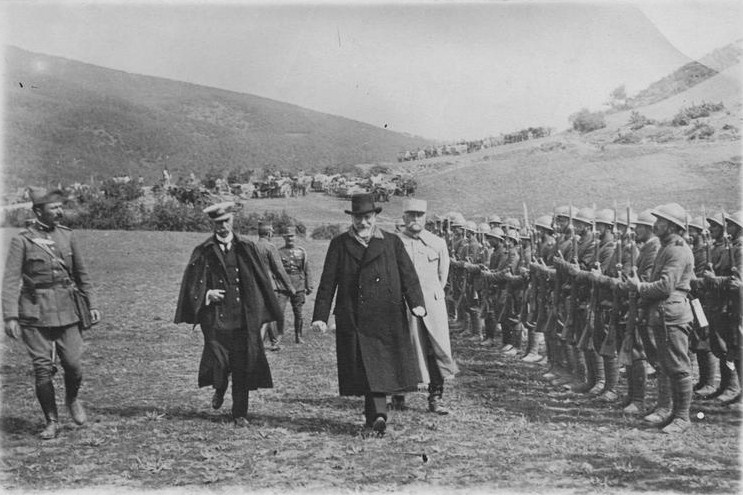
Premierminister Venizelos inspiziert griechische Truppen an der Front

Ursprünglich für Anfang April 1917 geplant, aber wegen schlechten Wetters verschoben, begann die Frühjahrsoffensive der Alliierten am Abend des 24. April 1917 mit dem Angriff im Sektor des britischen XII. Korps zwischen dem Dojransee und dem Vardar. Für einen Gewinn von lediglich 1.500 Metern Grabenlinie mussten die Briten Verluste von 2.600 Mann hinnehmen.
Anfang Mai 1917 folgten weitere Angriffe entlang der Front: in der Zone der französischen 122. Division, verstärkt von griechischen Freiwilligeneinheiten, westlich des Vardar; in der westlich anschließenden Zone der serbischen Armee; sowie in der Zone der französisch-italienisch-russischen Armee im Cernabogen. Alle diese Angriffe erzielten nur geringe oder überhaupt keine Geländegewinne bei hohen Verlusten. Die Offensive wurde am 23. Mai 1917 eingestellt.
Zur gleichen Zeit, als die Frühjahrsoffensive eingestellt wurde, hatten sich die Alliierten unter Führung Frankreichs auf weitere Maßnahmen gegen den sich nach wie vor manifestierenden griechischen Widerstand geeinigt. Anfang Juni 1917 wurde Thessalien, die Kornkammer Griechenlands, besetzt. Zugleich wurden Truppen in Piräus und auf dem Isthmus von Korinth gelandet.
Unter diesem Druck dankte König Konstantin am 12. Juni 1917 zugunsten seines zweitältesten Sohnes Alexander ab. Dieser berief Venizelos zum Premierminister, und am 29. Juni 1917 erklärte die neue Regierung den Mittelmächten den Krieg. Die griechische Armee wurde jedoch zunächst nicht mobilgemacht, sondern die existierenden drei Divisionen der Armee der Nationalen Verteidigung aufgerüstet und verstärkt.

### Die Ereignisse bis zum Sommer 1918
Im August 1917 beschlossen die Alliierten, zwei britische Divisionen für die Palästinafront freizustellen. In der serbischen Armee, die mangels Rekrutierungsmöglichkeiten auf knapp 80.000 Mann geschrumpft war, machte sich Erschöpfung bemerkbar, ebenso bei den schon länger in der Front stehenden französischen Einheiten.
Bis August 1917 fanden keine wichtigen Kampfhandlungen an der mazedonischen Front statt. Um einen Abzug von Einheiten der Mittelmächte an die rumänische Front zu verhindern, ließ Sarrail Ende August und Anfang September lokale Angriffe durchführen, die eine größere Offensive vortäuschen sollten. Im September und Oktober besetzten französische Truppen das Gebiet um Pogradec. Im Dezember 1917 wurde General Sarrail von Premierminister Georges Clemenceau seines Postens erhoben. Er wurde wegen seiner Einmischung in politische Angelegenheiten von keinem der Verbündeten mehr als tragbar erachtet und durch Adolphe Guillaumat abgelöst.

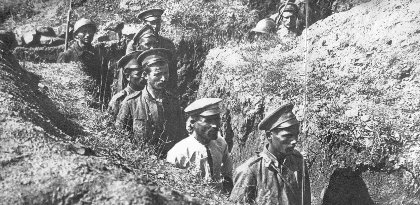
Bulgarische Gefangene nach der Schlacht von Skra-di-Legen

Guillaumat reorganisierte im Zeitraum bis April 1918 die Truppen der Alliierten im Hinblick auf eine mögliche Offensive der Mittelmächte an der mazedonischen Front. Nach dem Waffenstillstand der neuen bolschewistischen Regierung Russlands mit den Mittelmächten im Dezember 1917 wurde im Januar 1918 die russische Division aus der Front gelöst. Die französischen Truppen wurden in drei Divisionsgruppen aufgeteilt und eine zentrale Reserve geschaffen. Zudem begann sich die Reorganisierung der griechischen Armee mit der Verfügbarkeit neuer Divisionen auszuwirken.
Am 7. April 1918 befahl Ferdinand Foch Guillaumat, im Bereich der Front in Mazedonien lokale Offensiven vorzunehmen, um die seit dem 21. März an der Westfront laufende deutsche Frühjahrsoffensive zu stören. Von Ende Mai bis Mitte Juni führte das Korps der griechischen Armee der Nationalen Verteidigung seine erste größere Offensivoperation durch. Sie eroberte in der Schlacht von Skra-di-Legen eine befestigte bulgarische Position. Etwa zur gleichen Zeit gelang der französischen 3. Divisionsgruppe im östlichen Albanien ein begrenztes Offensivunternehmen. Insgesamt hatte sich mit dem Abzug des Gros der deutschen Truppen die Lage für die Entente-Mächte auf dem Balkan im Laufe des Jahres zu deren Gunsten verschoben.
Für die zukünftige politisch-militärische Position Serbiens auf dem Balkan wirkten sich die Niederlage Italiens in der Zwölften Isonzoschlacht, die innere Schwächung Bulgariens und Österreich-Ungarns sowie der Separatfrieden Rumäniens mit den Mittelmächten im Frühjahr 1918 günstig aus. Die serbische Regierung betrieb im Exil eine intensive Lobbyarbeit, um bei den Verbündeten für eine vom eigenen Interesse geleiteten Nachkriegsordnung zu werben, in der die Gründung eines jugoslawischen Staates erklärtes Ziel war. Als politische Basis diente dabei die im Sommer 1917 erreichte Übereinkunft in der Deklaration von Korfu, in der auch die geplante Vereinigung Montenegros mit Serbien auf einen Thronverzicht des montenegrinischen Königs Nikola hinauslief. Dabei erhielt die serbische Regierung in diesen Belangen die völlige Unterstützung der Vereinigten Staaten von Amerika, die eine Befreiung aller Südslawen aus dem Österreichisch-Ungarischen Staatsbund befürworteten und die Linie der serbischen Regierung in der Gründung dieses geplanten gemeinsamen südslawischen Staates entscheidend unterstützten. Woodrow Wilson wirkte hierfür sogar energisch auf die italienische Regierung ein, ihre Ambitionen an der ostadriatischen Küste zu korrigieren.
Im Juni 1918 gab es einen Wechsel an der Führungsspitze der alliierten Armeen: Petar Bojović dankte aufgrund von Meinungsverschiedenheiten mit Guillaumat über die Vergrößerung des Frontabschnittes der serbischen Armee als Generalstabschef ab und übernahm fortan das Kommando über die 1. serbische Armee. Živojin Mišić wurde Bojovićs Nachfolger. Wenig später wurde Guillaumat aus Mazedonien abberufen und durch Louis Franchet d’Espèrey als Chef des C.A.A. ersetzt. Diese Wechsel sollten sich positiv auf die Vorbereitung und die Durchführung der Offensive auswirken. Aufgrund der Popularität Mišić’ bei den Franzosen sowie des Eintretens d’Espèreys für ein offensiveres Vorgehen entwickelte sich für die beiden Kommandanten eine gute Vorbedingung zu einer engen Zusammenarbeit in der Koordination der bevorstehenden Ereignisse. Trotz der britischen Ablehnung jeglicher Balkan-Offensive hatte sich die französische Regierung im Juni mit der serbischen Regierung auf deren Vorbereitung geeinigt, dies jedoch in völliger Geheimhaltung vor den anderen Verbündeten. Das Ziel wurde dabei auf breite Vorgaben gestellt: Bulgarien sollte aus dem Krieg ausgeschaltet werden und Bedingungen geschaffen werden, um im Rücken der geöffneten Flanke der Mittelmächte vorzustoßen.
Die Briten erfuhren einen Monat später von den Vorbereitungen, die französische Regierung konnte London jedoch davon überzeugen, dass es sich nur um eine lokale Offensive im Bereich des serbischen Frontabschnittes handeln würde, um deren Position zu verbessern. Nachdem die Vorbereitungen beendet waren, verweigerten die Briten dennoch lange ihre Unterstützung. Erst am 9. September 1918 gaben sie ihr Einverständnis für die serbisch-französische Offensive. Der Chef des Imperialen Generalstabes Henry Hughes Wilson beschränkte die britische Unterstützung dafür jedoch unmissverständlich: „Wenn die Serben einen Mißerfolg erleben, sollen sie nicht auf uns zählen, dass wir die Situation retten.“
Vor der Offensive umfasste die bulgarisch-deutsche Streitmacht 626.000 Mann (davon nur 30.000 Deutsche), 1.600 Geschütze und 80 Flugzeuge. Der Entente standen 628.000 Soldaten zur Verfügung, 1.800 Geschütze und 200 Flugzeuge. Davon waren 180.000 Franzosen mit acht Infanterie- und einer Kavalleriedivision, 150.000 Serben (davon 20.000 jugoslawische Freiwillige) mit sechs Infanterie- und einer Kavalleriedivision, 135.000 Griechen mit neun Divisionen, 120.000 Briten mit vier Divisionen, 42.000 Italiener mit einer Division sowie 1.000 albanische Soldaten Essad Paschas.
Die Truppen der Entente waren in Abschnitten an der 450 km langen Front verteilt:
- vom Strymonischen Golf bis zum Kerkini-See stand das griechische I. Korps unter Panagiotis Danglis mit drei Divisionen;
- vom Kerkini-See zum Majadaga am linksseitigen Ufer des Vardar vier britische und zwei griechische Divisionen unter dem Befehl von George Milne;
- vom Majadaga bis zum Fluss Sušica eine französische und eine griechische Division unter Philippe d’Anselme;
- von der Sušica bis zu dem Dorf Starevina im Moglenička-Gebirge die serbische Armee mit sechs Infanterie- und einer Kavalleriedivision sowie zwei französische Infanteriedivisionen unter Živojin Mišić;
- von Starevina bis Kamija in Albanien die Französische Orientarmee mit fünf französischen, einer italienischen und einer griechischen Division unter Paul Prosper Henrys.[25]

### Die finale Offensive gegen Bulgarien

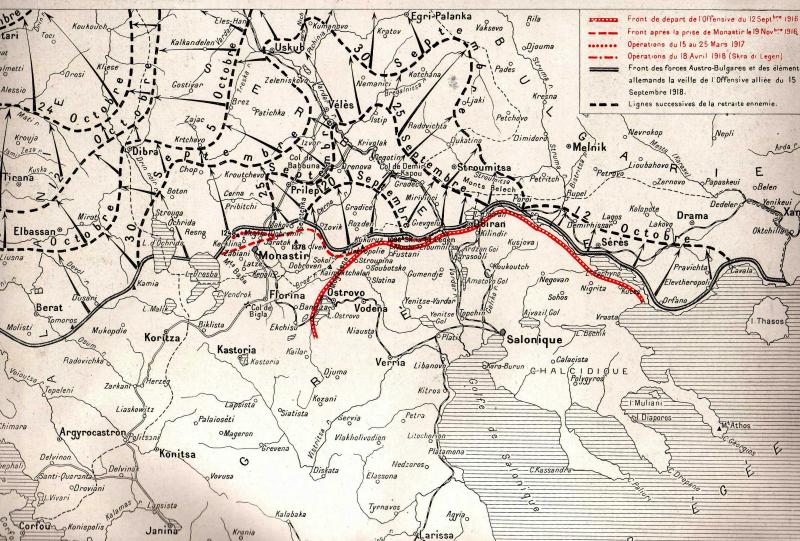
Salonikifront, September 1918

Nach seiner Ankunft nahm Franchet d’Espèrey sofort die Vorbereitungen für eine Offensive wieder auf, die von seinem Vorgänger begonnen worden waren. Anders als dieser zielte er aber von vornherein auf ein entscheidendes Ergebnis an dieser Front. Da die bulgarisch-deutschen Truppen an der Front in Form eines Kordons verteilt lagen, ohne stärkere Reserven im Hintergrund zu bilden, wurde der serbische Plan umgesetzt, am serbischen Frontabschnitt den Durchbruch einzuleiten, dessen Grundidee auf die Überraschung des Gegners hinauslief. Das Gebiet von Dobro Polje im Frontabschnitt der serbischen Armee wurde für eine Konzentration der Truppen für eine Durchbruchsoffensive ausgewählt, weil die gegnerische Seite hier einen Angriff am wenigsten erwartete und wegen des unzugänglichen Gebietes auch keine schnelle Verstärkung heranbringen konnte. Die Serben sollten hierbei Unterstützung von zwei französischen Divisionen erhalten (122. und 17. Kolonialdivision) und eine energische Erweiterung des Durchbruchs sollte mit Hilfe von Kavallerie erfolgen, die die rückwärtigen Verbindungen der bulgarischen Armee kappen sollte. Für die hierfür notwendigen Vorbereitungen setzte Franchet d’Espèrey etwa zwei Monate an; sein Zieldatum für den Beginn der Offensive war der 15. September. An diesem Tag sollten die serbischen Truppen nach einer Artillerievorbereitung angreifen, die französischen und griechischen Divisionen am Kožuf/Voros, im Tal des Vardar und am Doiransee drei Tage später, sowie die Französische Orientarmee bei Bitola acht Tage nach Beginn der Offensive. Obwohl dieses Zeitschema für den anfänglichen Durchbruch ungünstig war, nahm der serbische Generalstab (nach einer heftigen Auseinandersetzung mit dem Hauptkommandierenden) den Plan an, weil man die Moral der eigenen Truppen für die Umsetzung als ausreichend erachtete.
Für den auf 30 Kilometer halbierten serbischen Frontabschnitt als Angriffssektor wurde eine zweifache Überlegenheit in der Mannstärke und eine 3,5-fache Überlegenheit an Artillerie und Flugzeugen erreicht. Bei Teilen der 2. serbischen Armee, die die Führung des Durchbruchs einzuleiten hatte, bestand eine dreifache Überlegenheit an Mannstärke und eine fünffache Überlegenheit an Artillerie und Flugzeugen. 220 Geschütze waren an dem Frontabschnitt positioniert.
Erstes Ziel der Angriffstruppen war Prilep; im weiteren Verlauf sollte Skopje erreicht werden. Im günstigsten Fall, einem Zusammenbruch des bulgarischen Widerstands, wären die Alliierten in der zweiten Phase der Offensive in der Lage, bis auf Sofia und Niš vorzumarschieren.

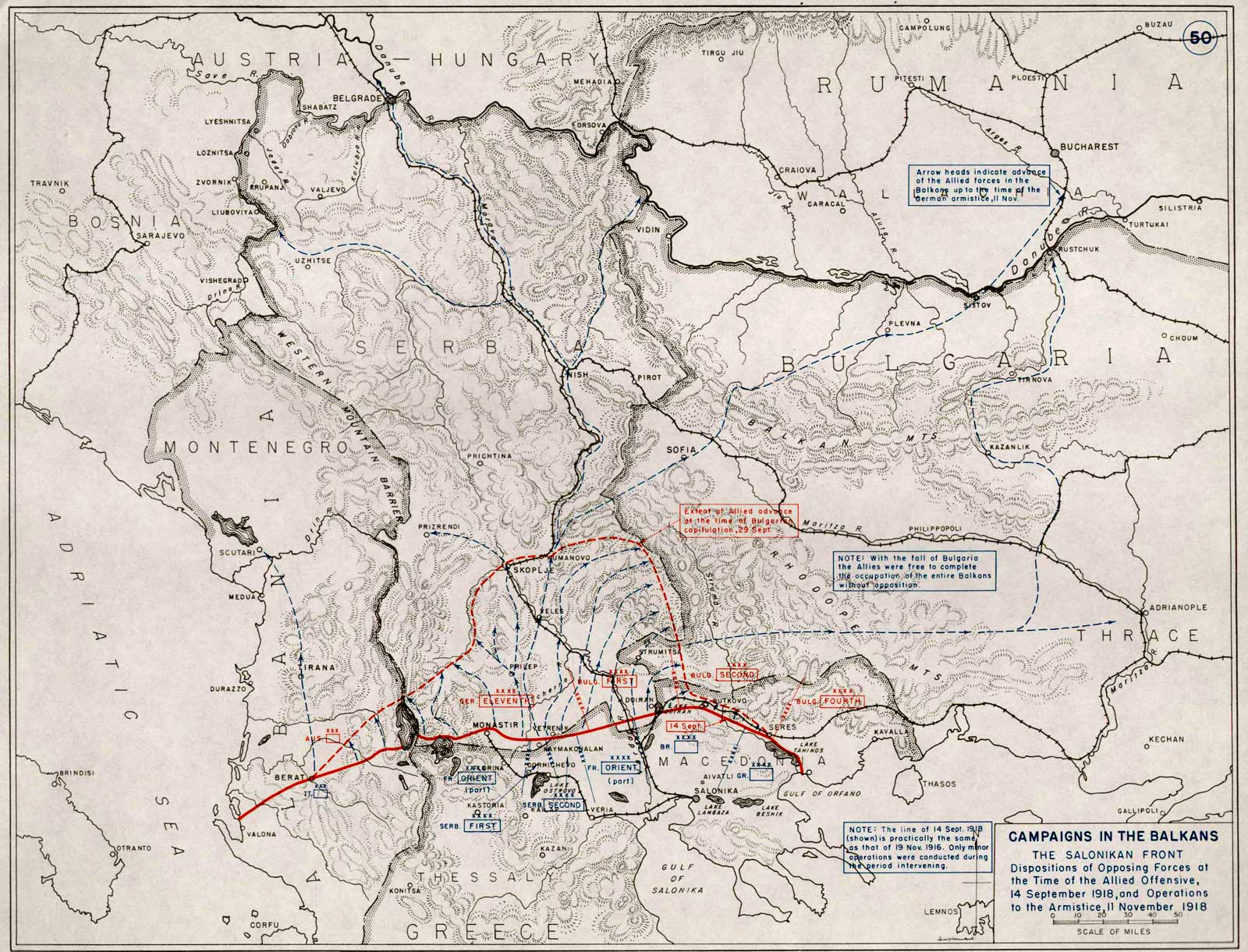
Die Durchbruchsoffensive der Alliierten 1918

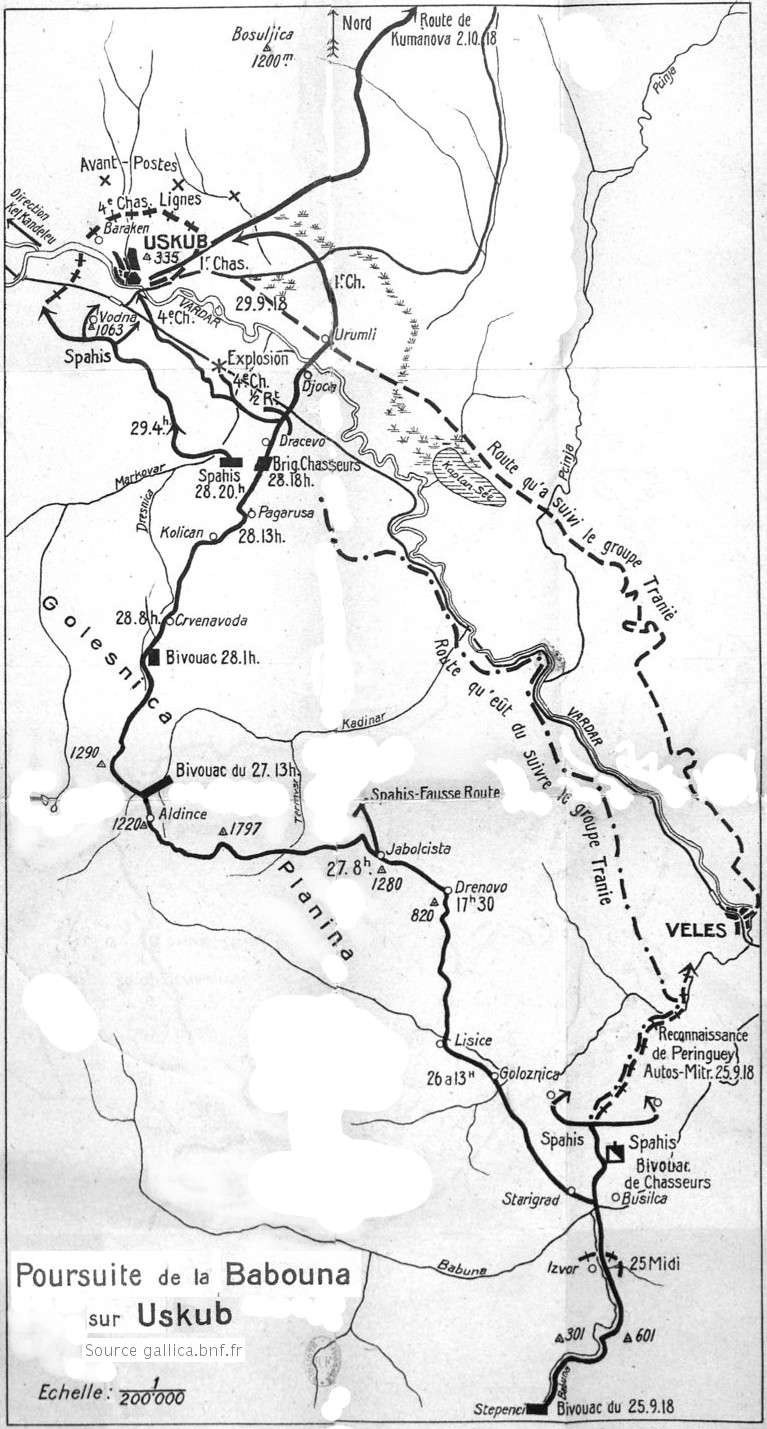
Verfolgung Richtung Skopje

Am 14. September 1918 begann die Offensive mit einem 22-stündigen heftigen Artilleriefeuer auf den mazedonischen Bergen. Am 15. September 1918 um 5:30 Uhr ging die 2. serbische Armee unter Stepa Stepanović zum Angriff über. Auf dem linken Flügel kämpfte die Hauptkolonne der 122. französischen Division. Nach heftigem achtstündigem Gefecht wurde Dobro Polje um 14:30 genommen und durch die Einnahme der Höhe 1795 gesichert. Die linke Kolonne schaffte es nicht, bis zum Einbruch der Dunkelheit den Sokol einzunehmen, dessen Einnahme für den Eintritt der 1. serbischen Armee Voraussetzung war. Im Zentrum hatte die Französische 17. Kolonialdivision nach anfänglichen Erfolgen den Rückzug auf die Ausgangsstellungen antreten müssen. Nur die Šumadija-Division verzeichnete am ersten Tag einen vollen Erfolg: In nur einer Stunde eroberte sie den als uneinnehmbar geltenden Veternik-Gipfel. Dadurch konnte die Division der 17. Kolonialdivision beistehen, die trotzdem nicht vorwärtskam. Stepanović beorderte daraufhin die Jugoslawische und Timoker Division durch die Reihen der 17., die die bulgarischen Verteidigungsstellungen auf der Krvavica und dem Krvavičkom kamen einnehmen konnten. Um 18 Uhr erreichten diese auch die Krvavička poljana. Damit war der Weg Richtung Kazjak eröffnet.
Am 16. und 17. September 1918 wurde der Einbruch erweitert. Am 18. September 1918 griffen auch die britischen und griechischen Truppen in ihrem Frontsektor zu beiden Seiten des Doiransees an. Die bulgarische Armee zog sich unter Zerstörung ihrer Nachschublager hinter die Cerna und den Vardar zurück. Am 23. September 1918 wurde Prilep und am 29. September 1918 Skopje eingenommen. Die Alliierten waren in 14 Tagen rund 130 Kilometer vorgerückt; sie hatten 90.000 Gefangene (darunter fünf Generäle) genommen und mehr als 800 Geschütze erbeutet. Ihre Verluste betrugen 15.000 Mann, davon 3.500 Tote und Vermisste.
Bereits am 26. September 1918 hatten die Bulgaren um eine 48-stündige Waffenruhe nachgesucht. Am 28. September 1918 traf eine Waffenstillstandsdelegation unter Führung des Finanzministers Andrei Ljaptschew in Saloniki ein und am 29. September 1918 um 11 Uhr abends wurde der Waffenstillstand von Thessaloniki unterzeichnet, der mittags am folgenden Tag in Kraft trat. Am 3. Oktober 1918 begann die Entwaffnung und Demobilisierung der bulgarischen Armee.

## Nachspiel: Befreiung Serbiens und Marsch auf Istanbul
Nach dem Ausscheiden Bulgariens aus dem Krieg verblieben noch mehrere wichtige Aufgaben für die alliierte Orientarmee, zuvorderst die Befreiung Serbiens. Danach stünde auch der Weg nach Ungarn offen. Des Weiteren wurde angestrebt, durch Aktionen gegen das Osmanische Reich dieses zur Aufgabe zu bringen. Hierfür standen zwei Wege offen: die Besetzung der Dardanellen, um einer alliierten Flotte die Durchfahrt nach Istanbul zu ermöglichen, oder der Marsch auf die Hauptstadt selbst. Ferner sollten kleinere Einheiten wichtige Punkte in Bulgarien besetzen und das italienische Expeditionskorps in Albanien unterstützen. Außerdem standen eine Unterstützung eines rumänischen Wiedereintritts in den Krieg und eine Intervention in Russland zur Disposition.
Am 2. Oktober 1918 traf die serbische 1. Armee bei Kumanovo auf österreichisch-ungarische Einheiten (9. Division), die sich nach kurzem Kampf zurückzogen. Am 4. Oktober 1918 erreichte sie Vranje, gedeckt von einer französischen Kavalleriebrigade und der serbischen Kavalleriedivision. Am 9. Oktober wurden größere deutsche Einheiten festgestellt, die 219. Infanterie-Division und das Alpenkorps. Am nächsten Tag wurden durch Kavallerie auch Einheiten der 217. Infanterie-Division aufgeklärt. Der wichtige Eisenbahnknoten Niš wurde durch die alliierten Einheiten großräumig umgangen und am 15. Oktober Kruševac erreicht. Am 1. November 1918 betrat die serbische 1. Armee Belgrad und die 2. Armee stand an der bosnischen Grenze. Am 4. November 1918 wurden in Belgrad ungarische Unterhändler empfangen, schon am Vortag war in Italien der Waffenstillstand von Villa Giusti unterzeichnet worden, mit dem Österreich-Ungarn aus dem Krieg schied.
Während des Oktobers wurde Bulgarien von Truppen unter General Paul Chrétien besetzt. Im Hinblick auf einen Wiedereintritt Rumäniens in den Krieg wurde am 28. Oktober 1918 die Armée du Danube mit drei Divisionen unter General Henri Berthelot gebildet, die Unterstützung gegen die deutschen Okkupationstruppen leisten sollte. Bei Widin an der rumänischen Grenze wurde die Donau gesperrt. Der deutsche Oberbefehlshaber in Rumänien, August von Mackensen, schlug angesichts der Bedrohung seiner rückwärtigen Verbindungen den Rückzug über Ungarn nach Oberschlesien vor.
Noch vor einer alliierten Intervention im europäischen Teil des Osmanischen Reiches kapitulierte dieses am 30. Oktober 1918 im Waffenstillstand von Moudros. Eine französische und eine britische Division wurden in Marsch gesetzt, um an der Besetzung von Istanbul teilzunehmen.
Nach dem Kriegsende besetzten die Truppen der alliierten Orientarmee praktisch den gesamten Balkan und einige angrenzende Gebiete:
- serbische Truppen Teile Ungarns (Vojvodina, Baranya), Montenegro, Bosnien und Herzegowina, Kroatien;
- britische, französische und italienische Truppen die bulgarischen Schwarzmeerhäfen und weitere strategische Punkte des Landes, die Dardanellen und den Bosporus;
- französische Truppen gemeinsam mit italienischen des Corpo di spedizione italiano in Albania Albanien.

## Beteiligte Befehlshaber (Auswahl)

Alliierte
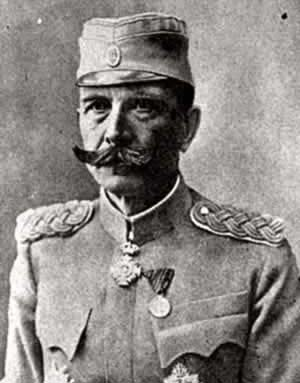
Petar Bojović
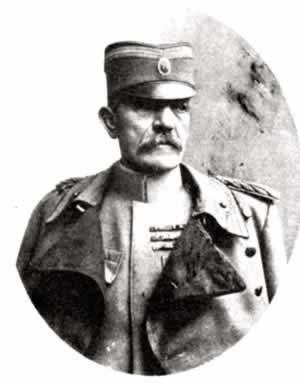
Živojin Mišić
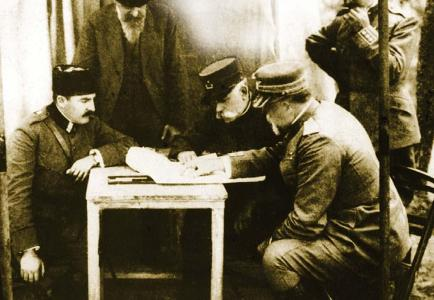
Carlo Petitti di Roreto mit Maurice Sarrail und Essad Pascha Toptani
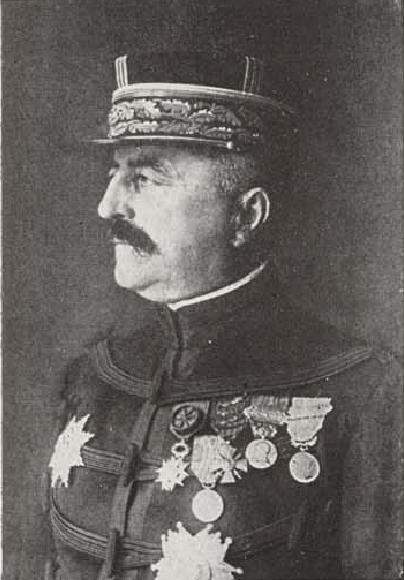
Louis Franchet d’Espèrey
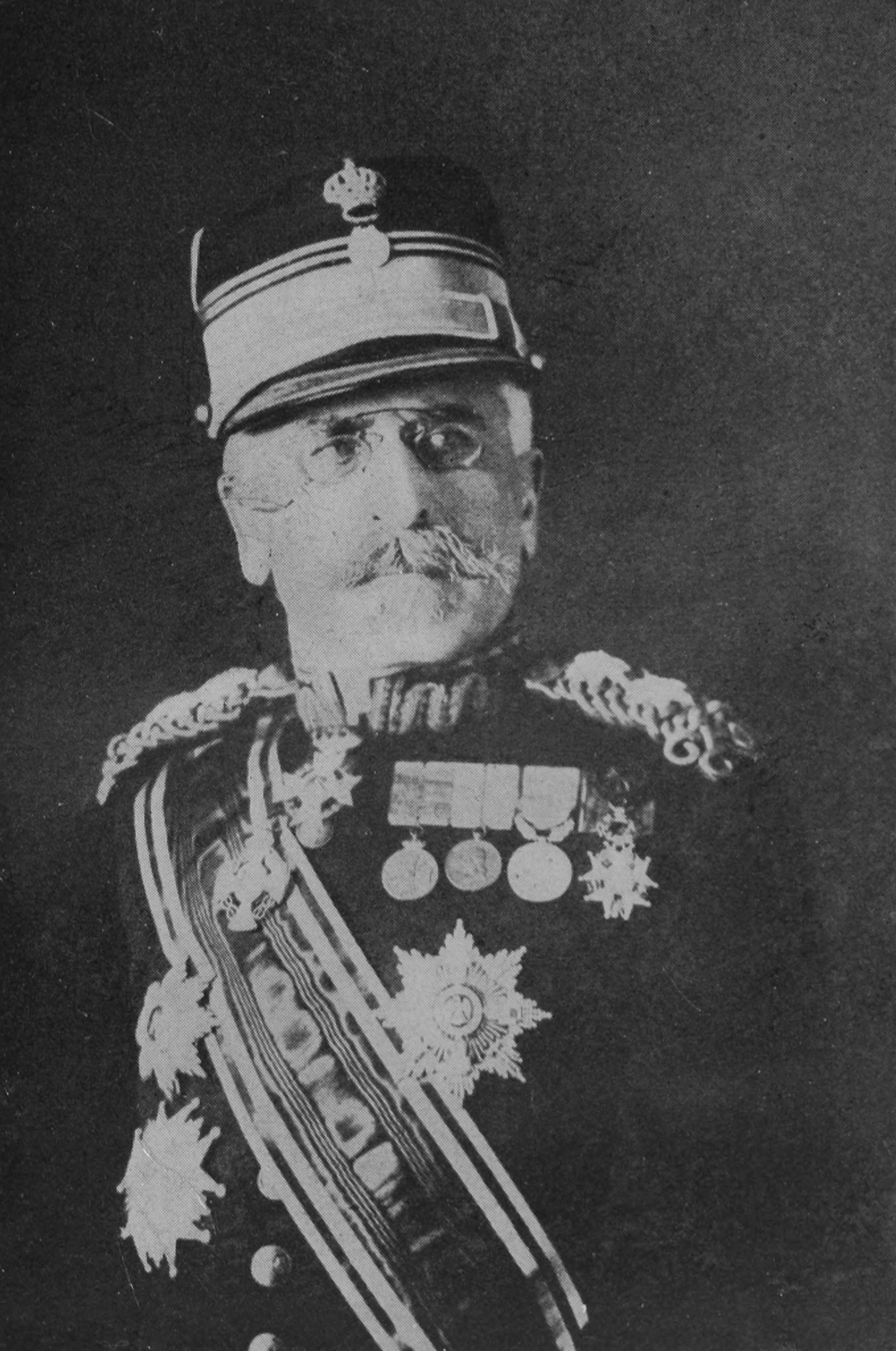
Panagiotis Danglis
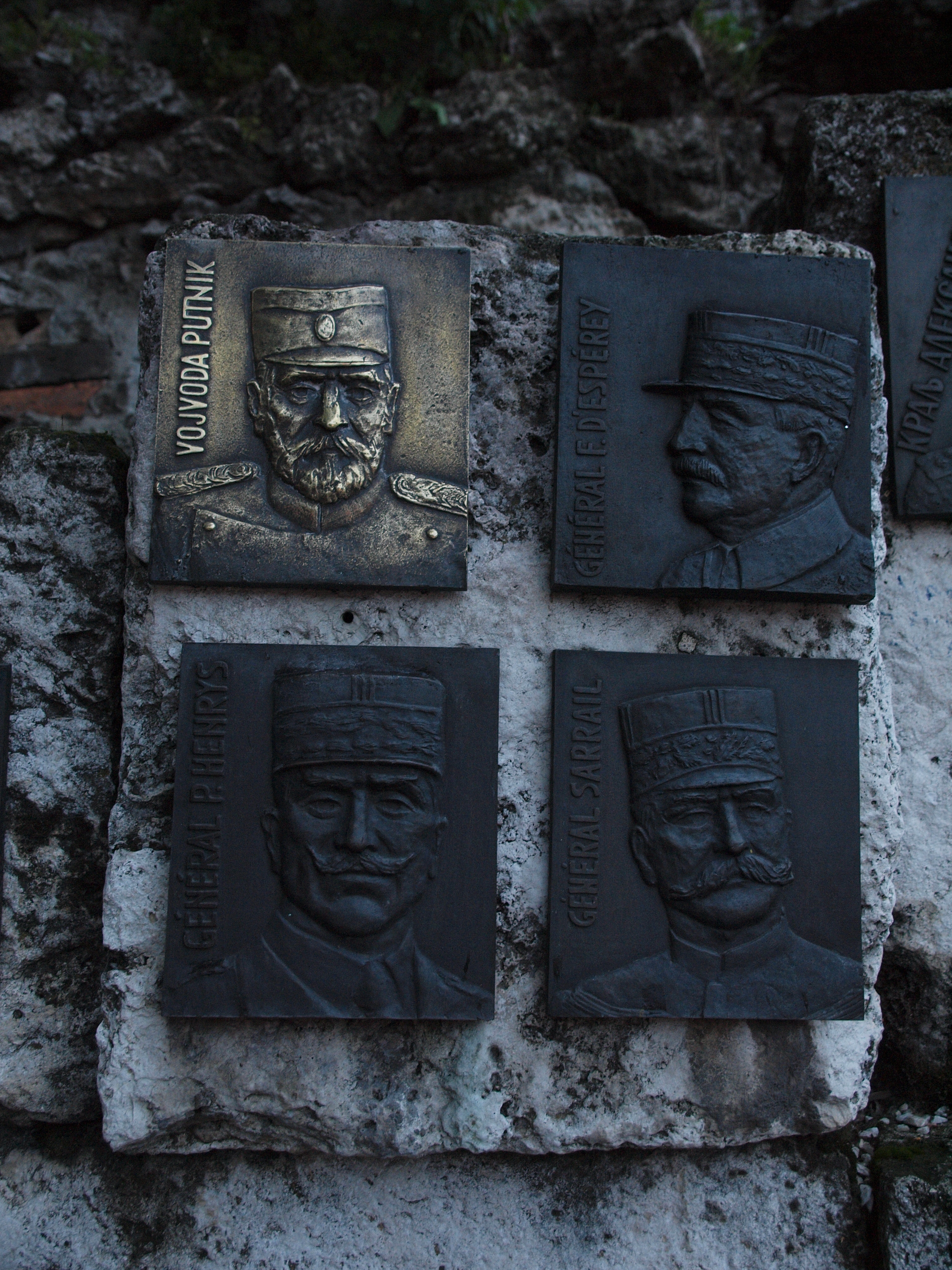
Kajmakčalan-Stabposten: Radomir Putnik, Franchet d’Espèrey, Paul Prosper Henrys, Maurice Sarrail

Mittelmächte
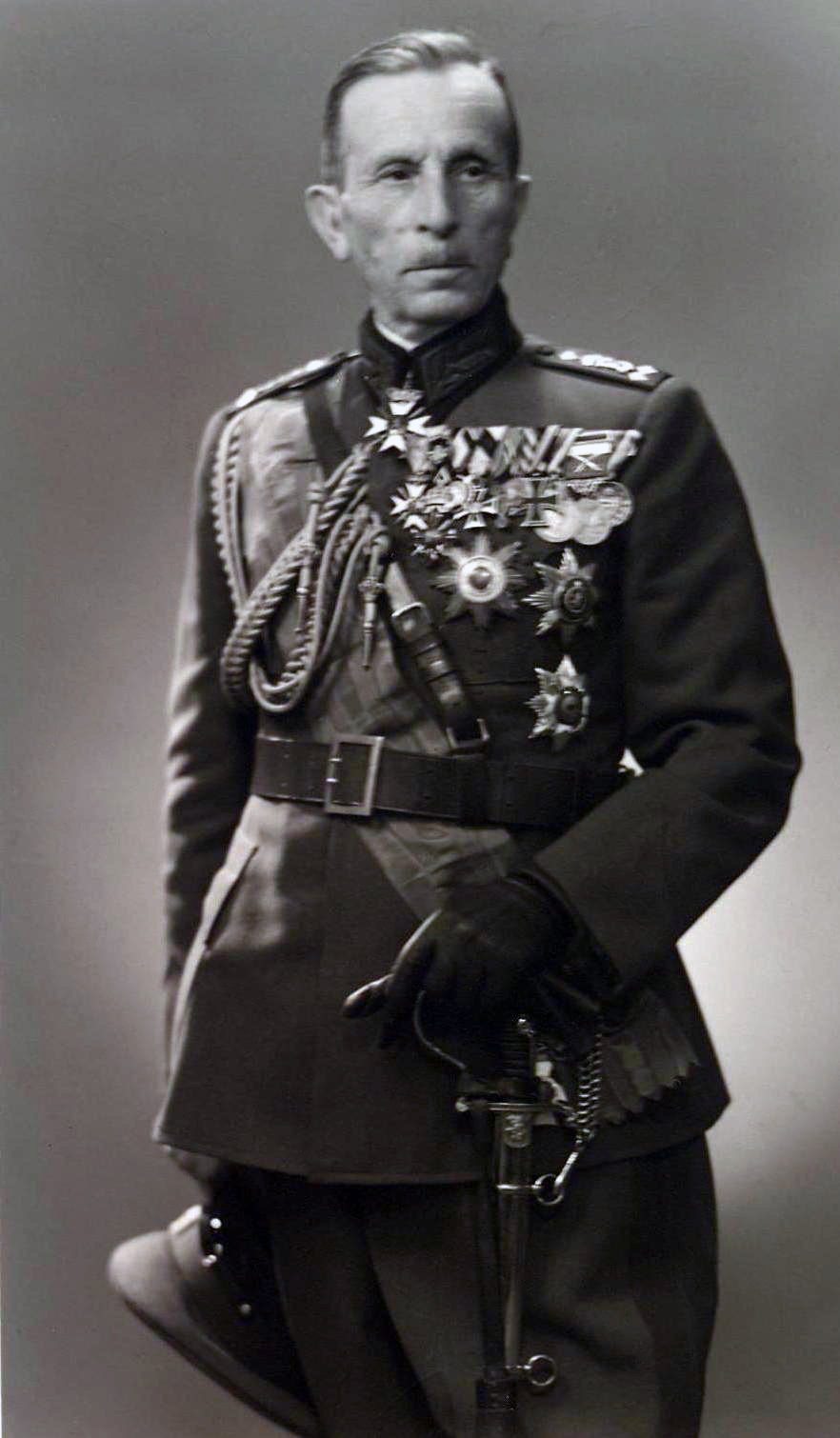
Nikola Schekow
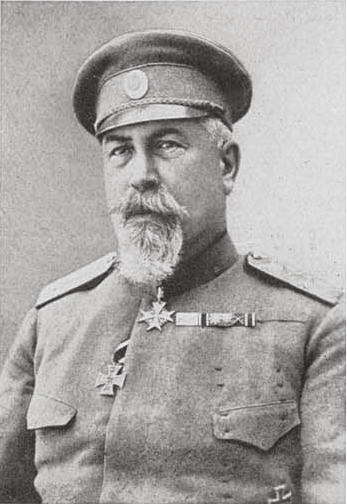
Georgi Todorow
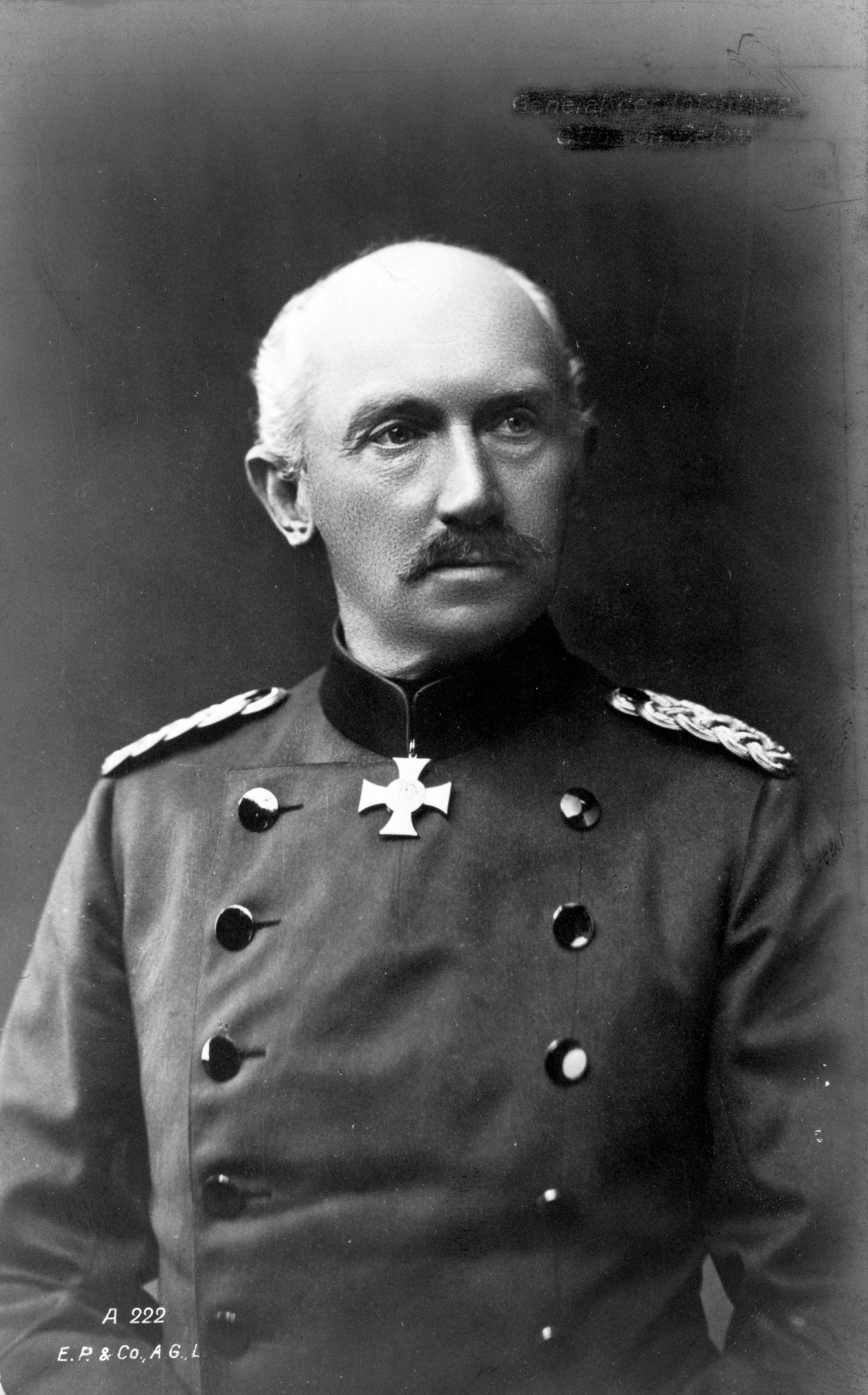
Otto von Below
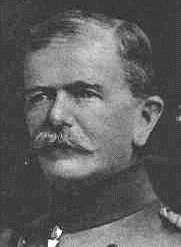
Friedrich von Scholtz
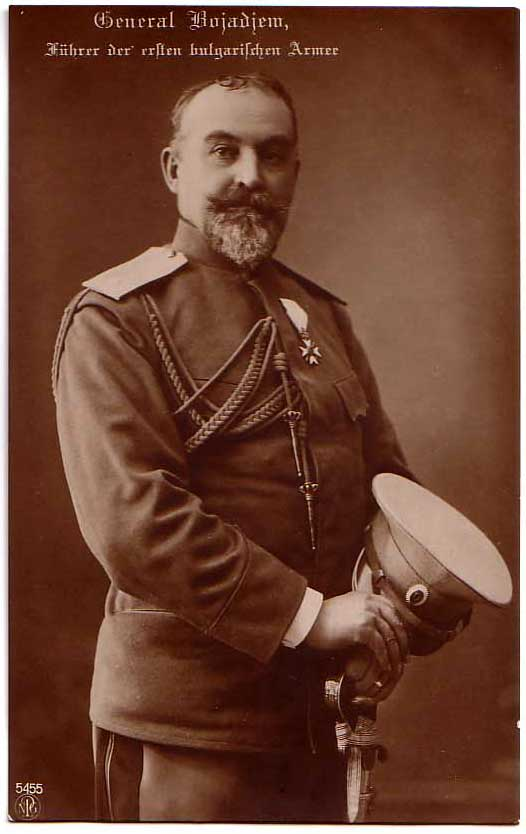
Kliment Bojadschiew
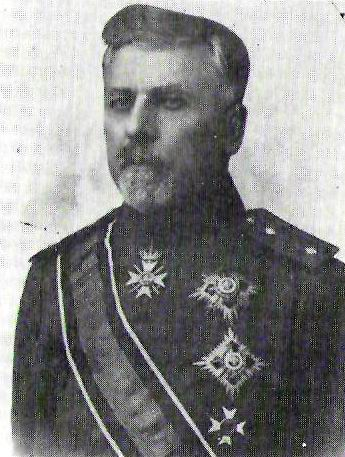
Wladimir Wasow
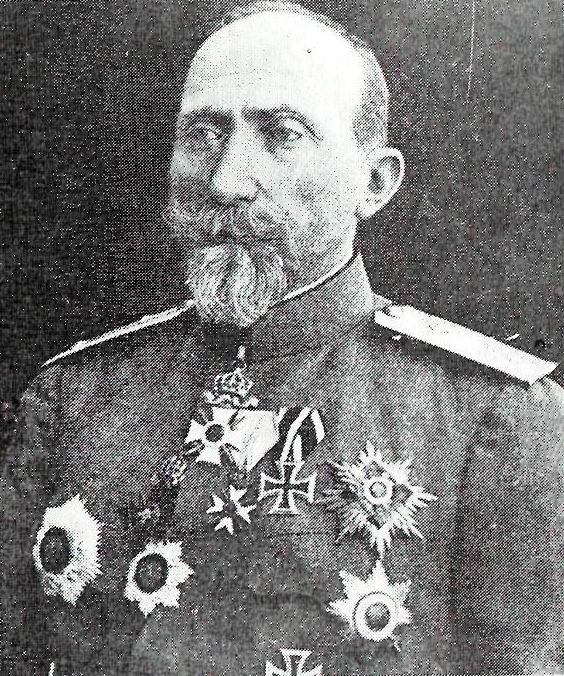
Dimitar Geschow

## Beteiligte Verbände der Alliierten

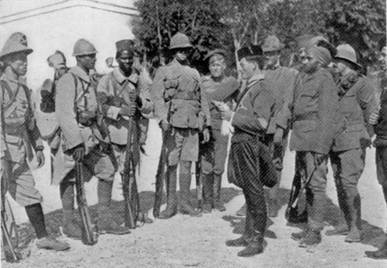
Ein Sinnbild für den Vielvölkercharakter der Orientarmee: ein Soldat aus Indochina, ein Franzose, ein Senegalese, ein Brite, ein Russe, ein Italiener, ein Serbe, ein Grieche und ein Inder (v. l. n. r.)

### Frankreich
- Armée française d’Orient (A.F.O.), mit:
  - 156e division d'infanterie
  - 57e division d'infanterie
  - 122e division d'infanterie
  - 17e division d'infanterie coloniale
  - 11e division d'infanterie coloniale
  - 16e division d'infanterie coloniale
  - 30e division d'infanterie
  - 76e division d'infanterie
  - 2e bis régiment de zouaves
  - 1er régiment de spahis marocains
  - 1er régiment de chasseurs d’Afrique
  - 4e régiment de chasseurs d’Afrique
  - 8e régiment de chasseurs d’Afrique

### Vereinigtes Königreich
- British Salonika Army, mit:
  - 10th (Irish) Division
  - 22nd Division
  - 28th Division
  - 26th Division
  - 27th Division
  - 60th (2/2nd London) Division

### Serbien

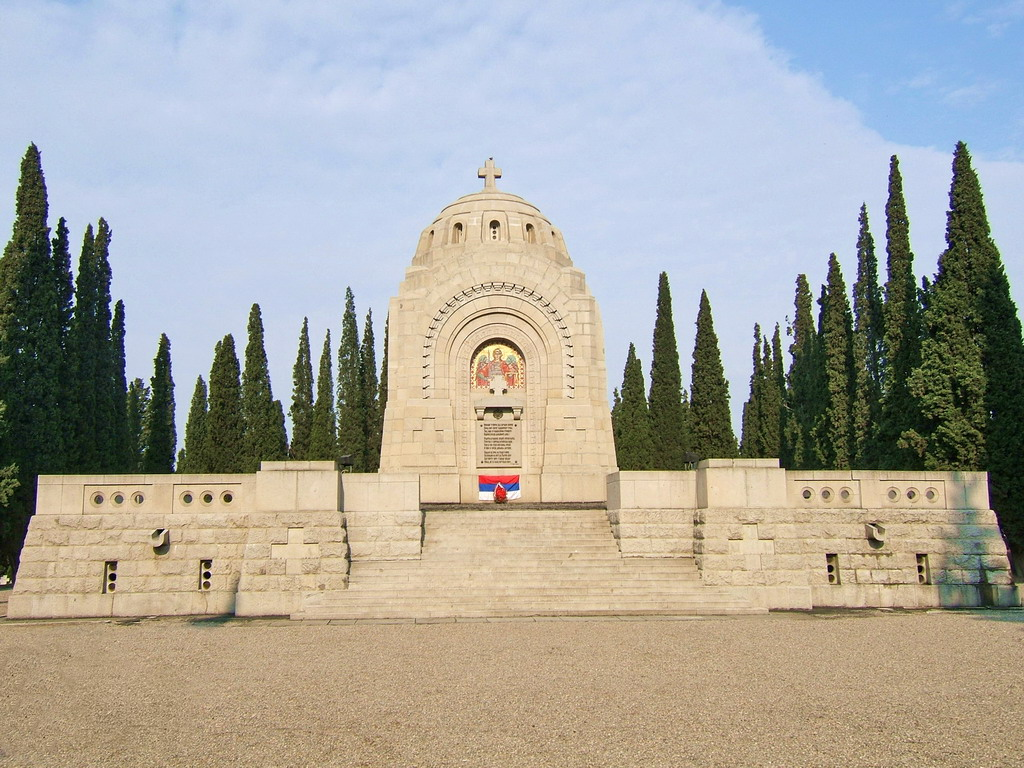
Serbisches Mausoleum in Zejtinlik, Thessaloniki

- Serbische 1., 2. und 3. Armee, mit:
  - Morava-Division
  - Jugoslawische Division
  - Šumadija-Division
  - Timok-Division
  - Drina-Division
  - Donau-Division
  - Kavallerie-Division

### Italien
- Corpo di spedizione italiano in Macedonia, mit:
  - 35ª Divisione zu drei Brigaden

### Russland
- 2. und 4. selbständige Brigade, im Juli 1917 vereinigt zur 2. selbständigen Division

### Griechenland
- Seres-Division
- Archipel-Division
- Kretische Division
- 1., 2., 13., 3., 4., 14., 9. Infanteriedivision (ab 1918)

## Das Schlachtfeld heute
An die Salonikifront erinnern heute mehrere Soldatenfriedhöfe, Museen und Denkmale. Auf dem Zeitenlik in Thessaloniki wurden etwa 8098 französische, 7441 serbische und 3500 italienische, 1350 britische und 493 russische Soldaten begraben. Den serbischen Friedhof hatte Nikolaj Petrovič Krasnov geplant, der auch das Beinhaus, das ursprünglich Aleksandar Vasić entworfen hatte, umgestaltete. Auf der Insel Vido, wo die serbischen Soldaten nach dem erfolgten Rückzug aus Albanien in Quarantäne waren, erinnert ein Beinhaus (von Nikolaj Petrovič Krasnov 1938/39 erbaut), an die durch Unterernährung und Krankheit Gestorbenen, von denen ein großer Teil im Meer vor Vido bestattet wurde (Plava grobnica). Auf dem Gipfel des Kajmakčalan steht eine orthodoxe Kapelle mit dem Beinhaus der serbischen und bulgarischen Gefallen. Hierhin ist auch die Urne Archibald Reiss verbracht worden.
Die Deutsche Kriegsgräberstätte Prilep wurde bis 1933 angelegt. Hier wurden 1683 deutsche Kriegstote und 146 Soldaten aus den Ländern Österreich, Bulgarien, Ungarn, Rumänien, Serbien, Türkei sowie 8 albanische Staatsangehörige beigesetzt.
In Belgrad erinnert der Floka – Beobachtungsturm des serbischen Generalstabes an die Salonikifront, der einstmals exponiert nördlich des Kajmakčalan auf dem Gipfel des Nidže – griech Floka – auf 2361 m stand und nach dem Krieg in Belgrad im Garten des Alten Königlichen Schlosses, dem heutigen Pionirski Park, nachgebildet wurde, sowie die Großplastik Ivan Meštrovićs Merci a la France, die allgemein an die Waffenbruderschaft Serbiens mit Frankreich im Ersten Weltkrieg erinnert. Das Arbeitszimmer Živojin Mišićs aus der Generalstabszeit an der Salonikifront wird heute im Nationalmuseum Valjevo ausgestellt.
In Paris wurde die Rue du Dobropol nach dem im heutigen Griechenland auf ca. 1700 m gelegenen Hochplateau Dobro polje (griech. Kambos, makedon. Dobro pole) benannt. Hier hatte die Bulgarische Armee zwischen den Gipfeln des Sokol (1822 m), Veternik (1756 m) und Kozjak (1814 m) ihre gut ausgebauten Hauptverteidigungsstellungen im Moglenička-Gebirge, in dem neben den mit Granatkratern übersäten weitläufigen Hochgebirgsfläche des Dobro Polje, auch heute noch die allgemein über der Baumgrenze liegenden Gelände mit den Lauf- und Schützengräben und ehemaligen Artillerie- und Maschinengewehrstellungen hervorstechen.
In Marseille erinnert das Mahnmal Le Monument aux morts de l'armée d'orient an die Toten der Balkanfront.

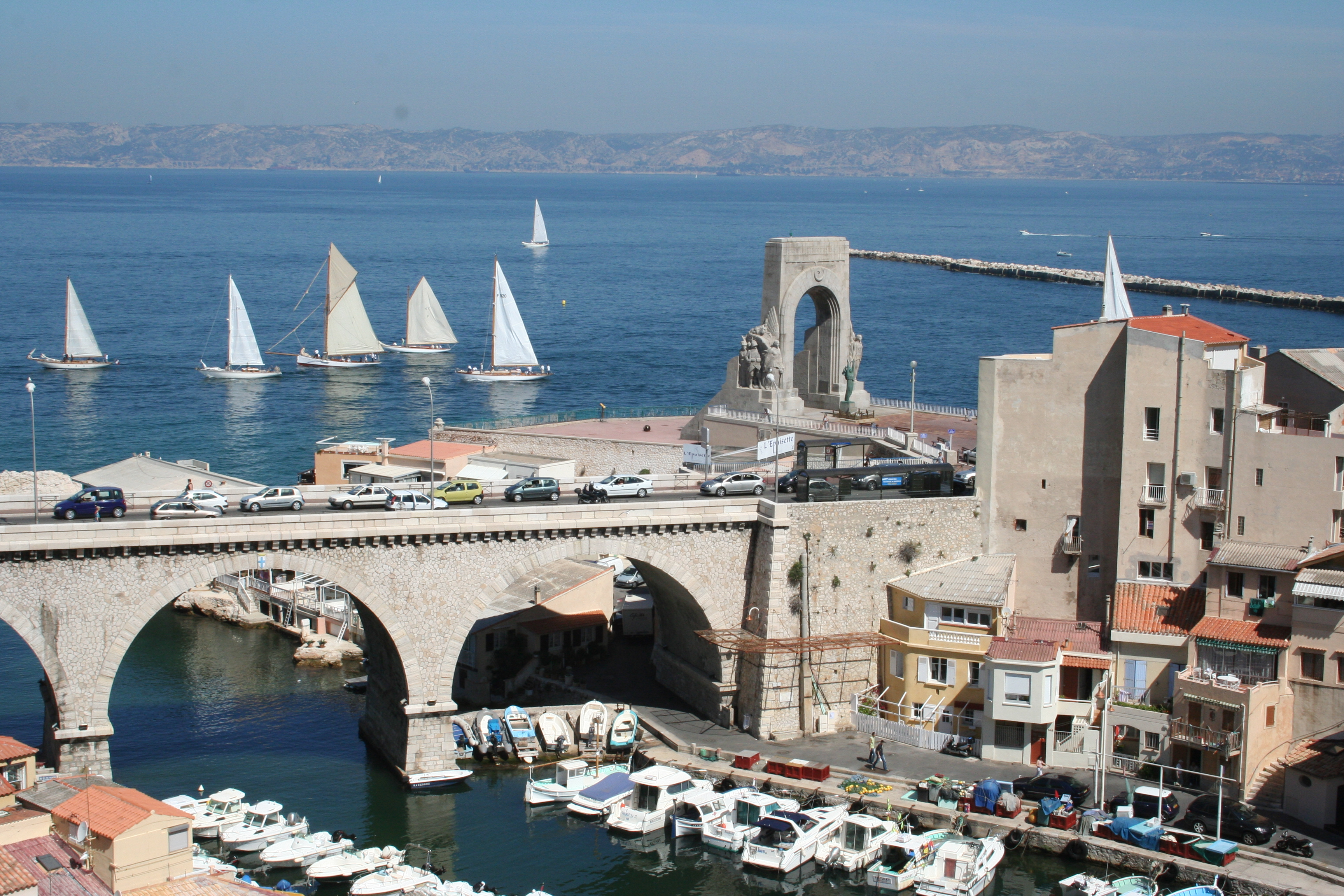
Monument der Toten der Orientarmee in Marseille
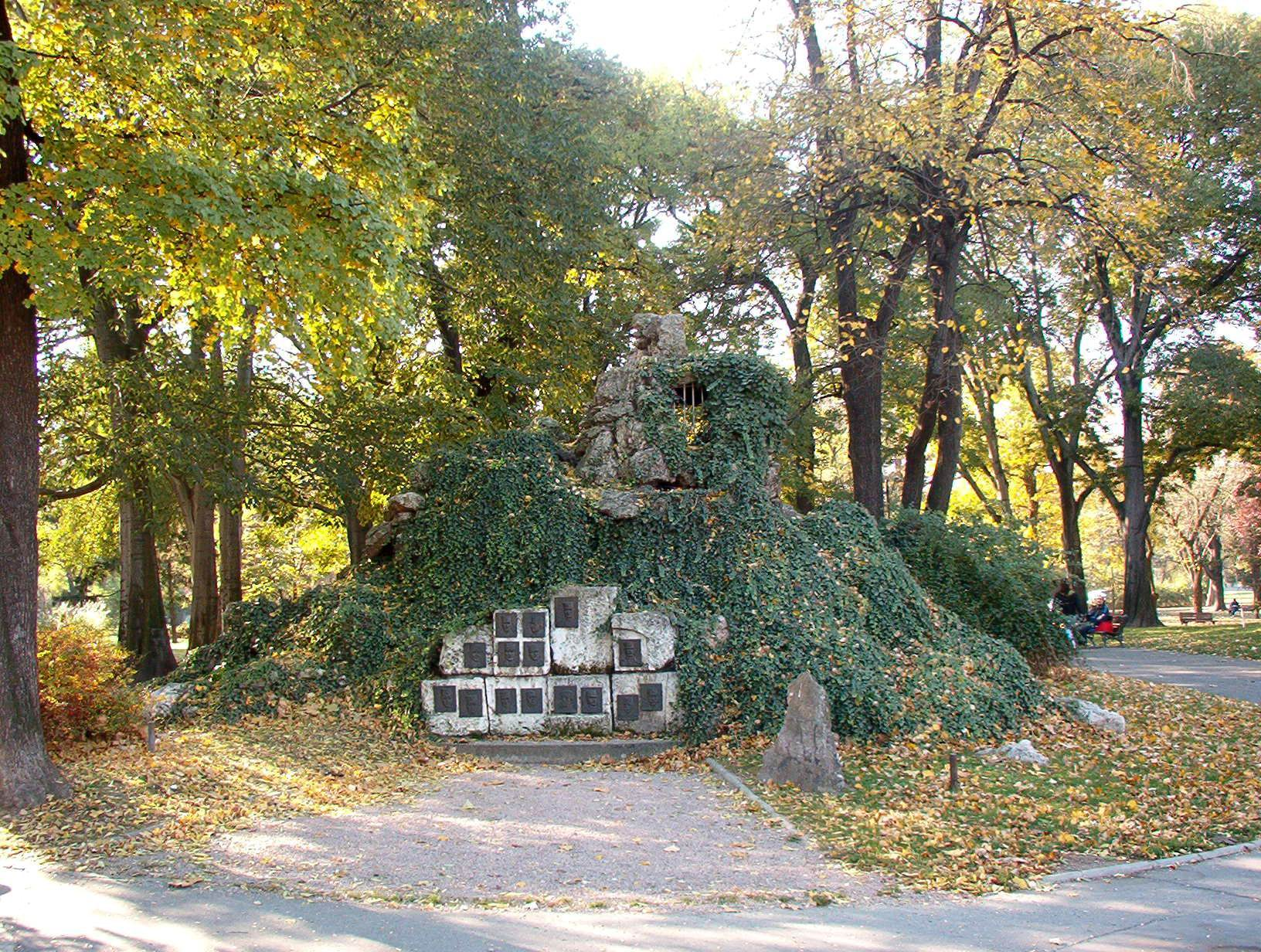
Beobachtungsturm des serbischen Generalstabs am Kajmakčalan, Pionirski Park Belgrad
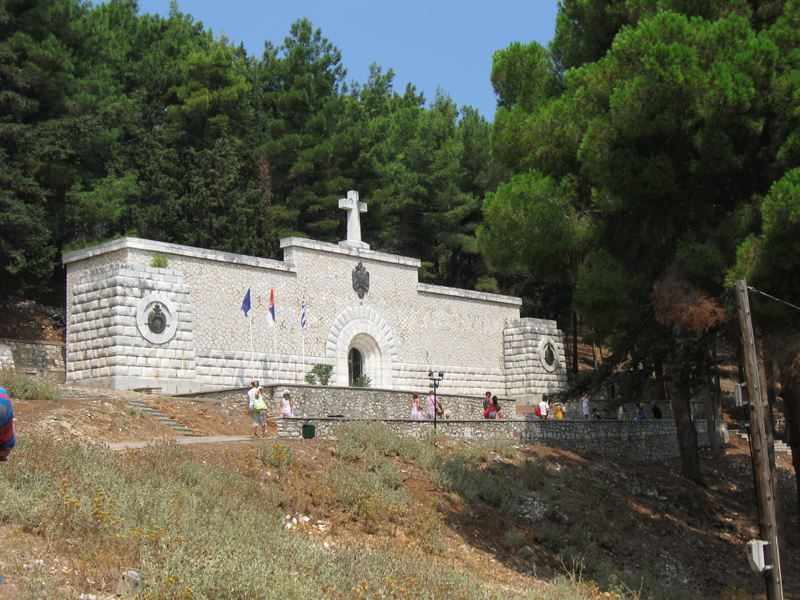
Beinhaus auf Vido, Nikolaj Petrovič Krasnov
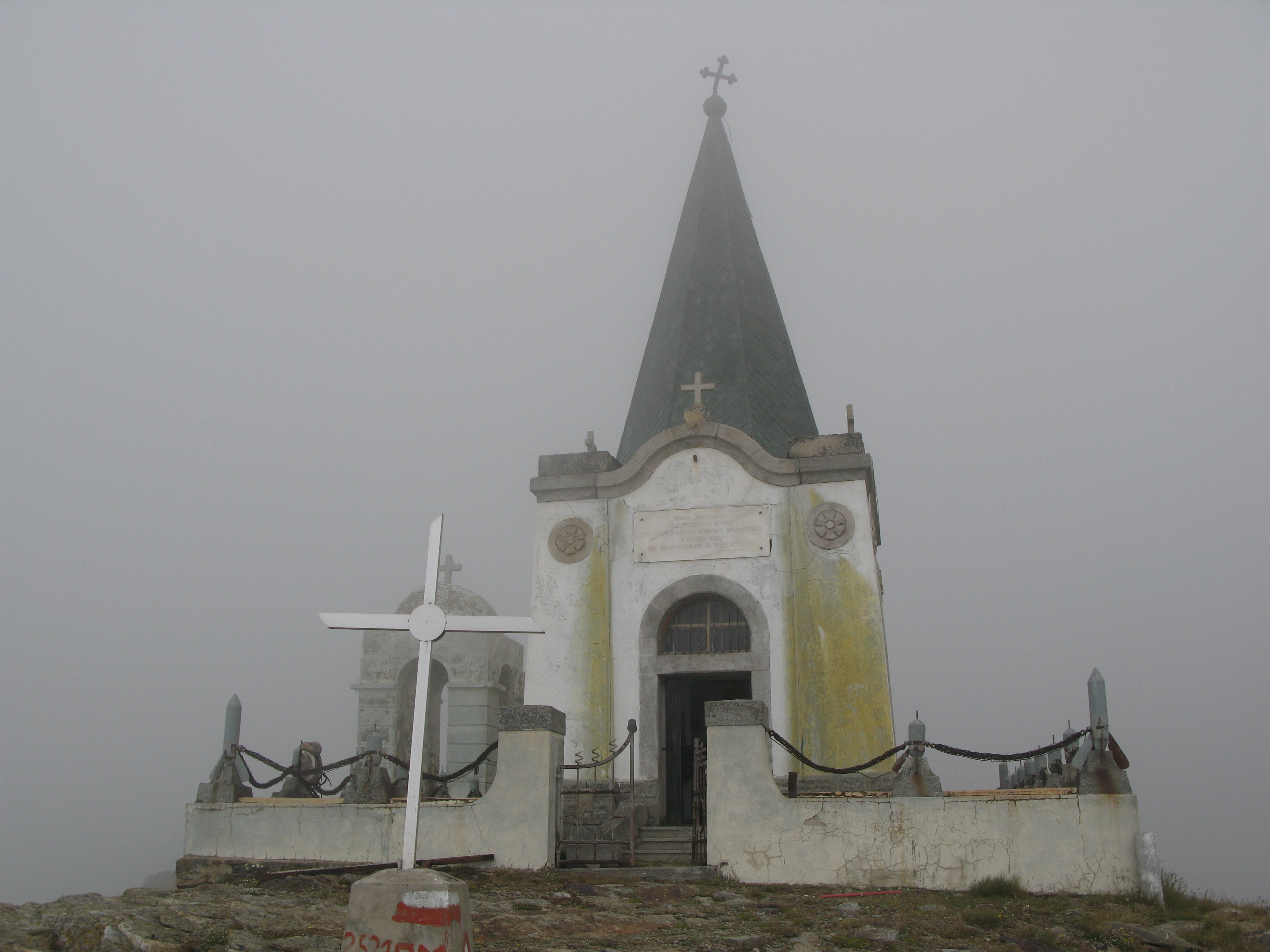
Kapelle auf dem Gipfel des Kajmakčalan
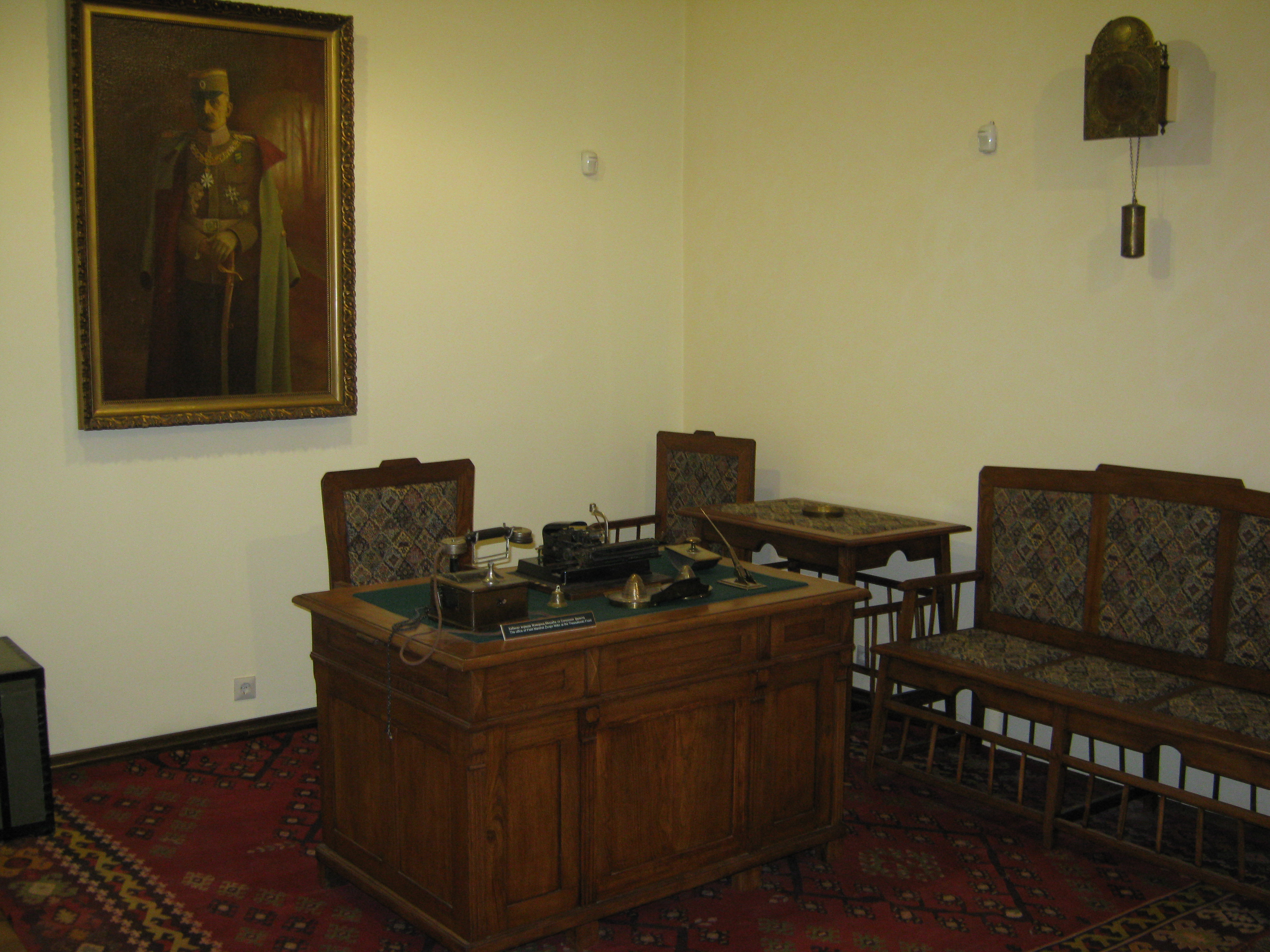
Arbeitszimmer von Živojin Mišićs, das er während der Kämpfe an der Salonikifront benutzte
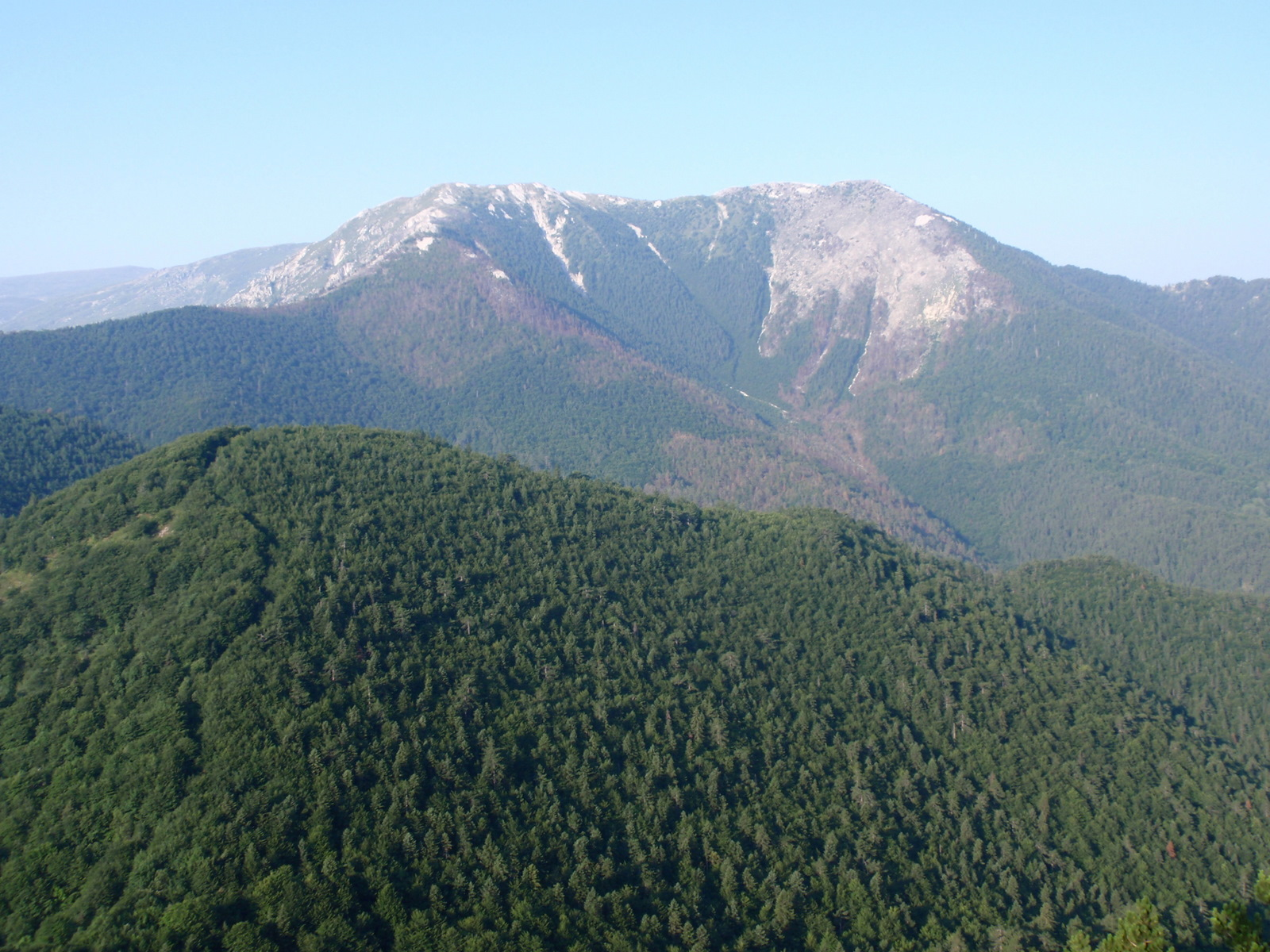
Gipfel des umkämpften Voras-Massivs
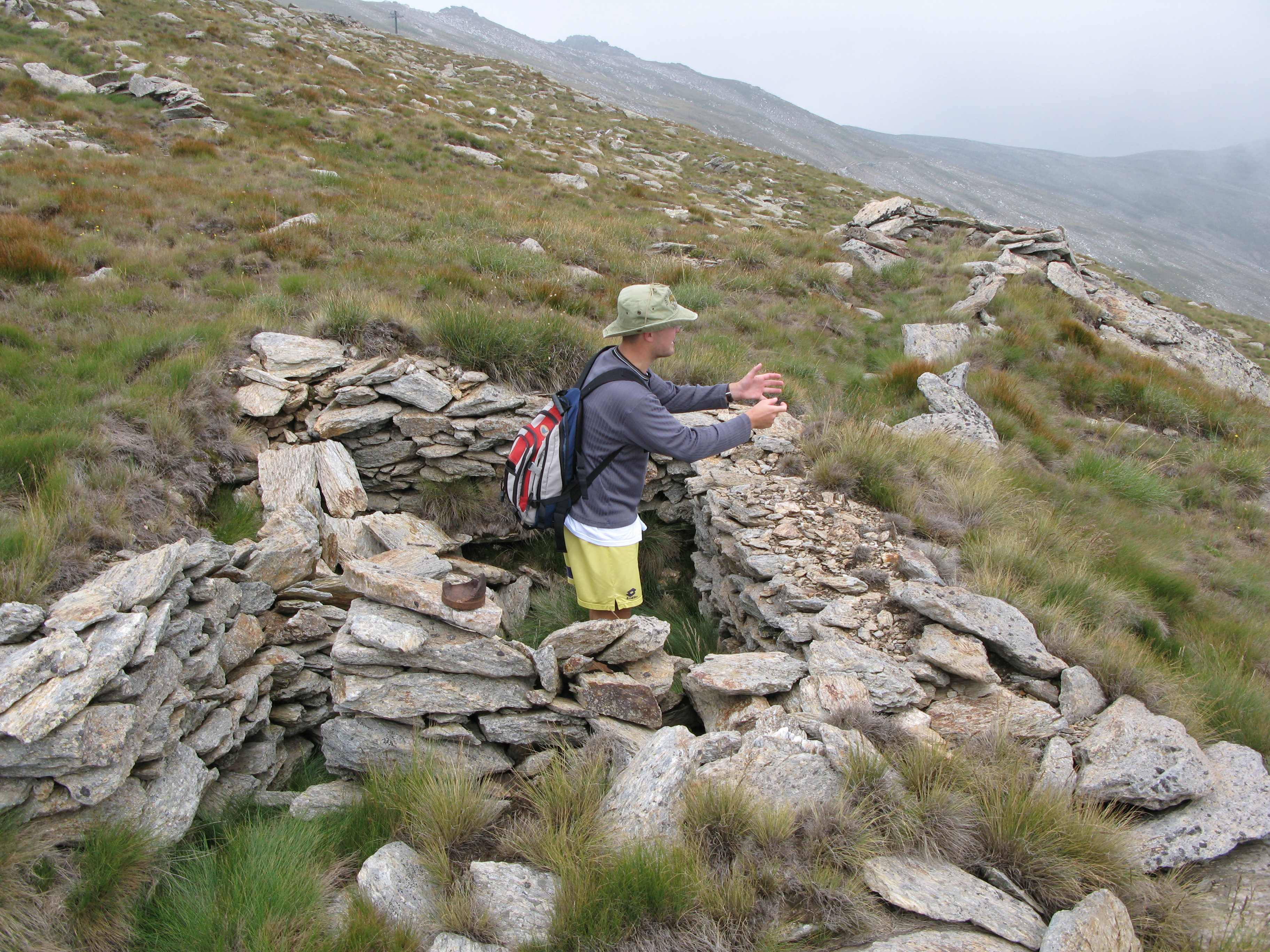
Ehemalige Schützenstellungen am Kajmakčalan
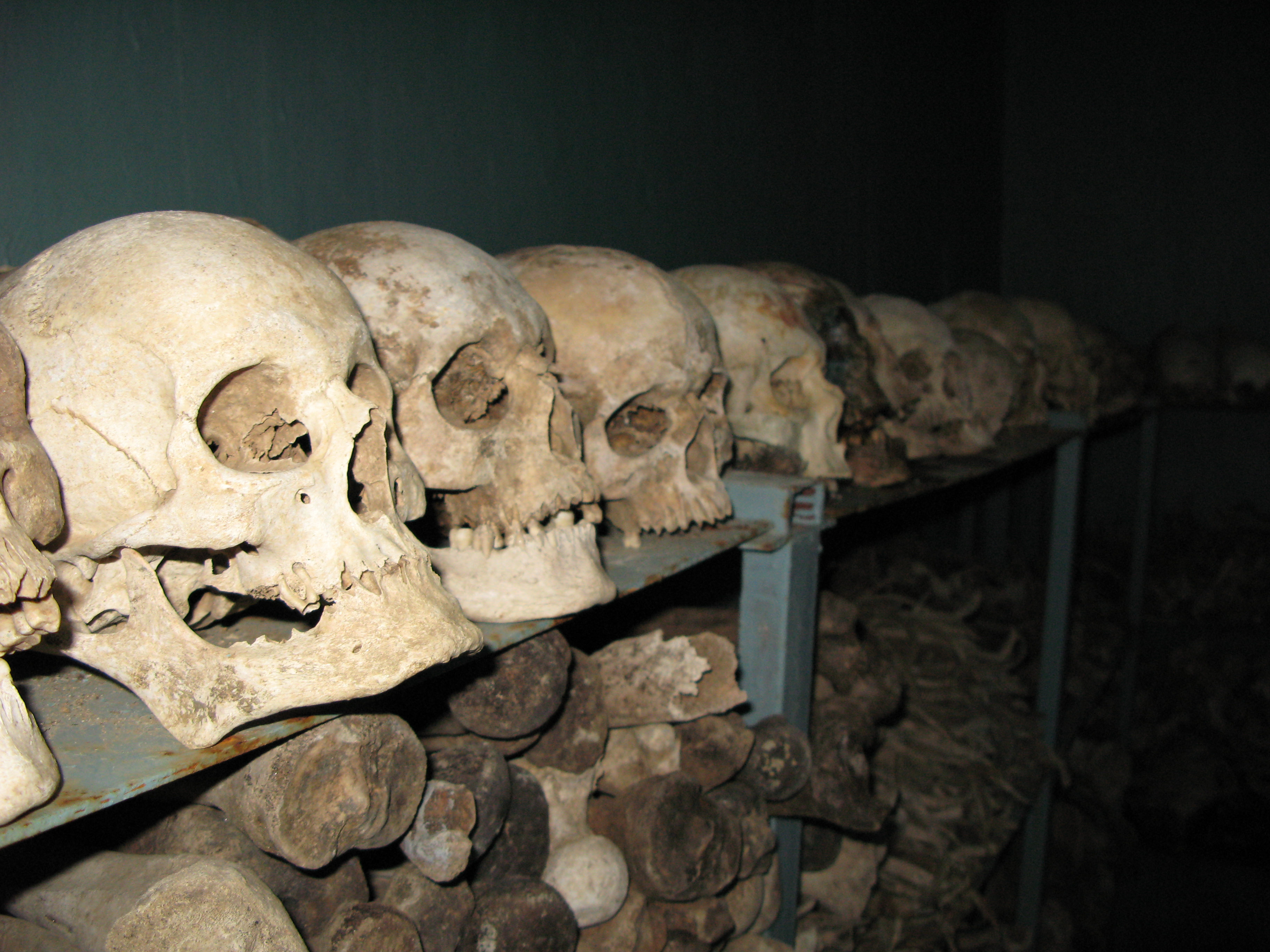
Beinhaus in der Kapelle des Kajmakčalan

## Film
Der Film Hauptmann Conan und die Wölfe des Krieges des französischen Regisseurs Bertrand Tavernier von 1996 spielt in der letzten Phase des Krieges an der Salonikifront 1918.